# 黃金神威
《黃金神威》，是野田智所創作的一部的日本漫畫作品，於2014年38號的《週刊YOUNG JUMP》上開始連載。2022年6月，漫畫單行本累計銷售量突破2100萬本。2018年榮獲第22屆手塚治虫文化賞的漫畫大賞，4月播出改編的同名電視動畫。漫畫於2022年4月26日完結，全314話。
故事以明治末期的北海道為舞台，描述前軍人「不死身」杉元佐一和阿伊努族少女阿席莉帕的尋找黃金的戰鬥冒險故事，並融合了明治末期的北海道之史地文化及建築、阿伊努文化、阿伊努語言風俗、野外生存、狩獵、美食、軍武戰爭等要素都有豐富的描寫與介紹。
關於本作標題《黃金神威》是由英語「黃金」（Golden）和阿伊努語「神明」（Kamuy）組合的新詞彙，羅馬字母為「GOLDEN KAMUY」。

## 故事大綱
日俄戰爭結束後的1907年冬天，原隸屬陸軍第一師團士兵杉元佐一因服役期滿退役。受了於1904年（明治37年）戰死的同鄉戰友遺囑「請治好我妻子的眼睛」之託，故而需要大量金錢的杉元，聽聞北海道的河川充滿沙金，便隻身前往北海道淘金。在找尋黃金的過程中，杉元偶然聽聞一起牽涉到約值八億日圓的黃金劫案。
之後，杉元遭到熊攻擊，在擊退熊的過程中，結識了阿伊努族少女阿席莉帕，而阿席莉帕的父親正是死於那起搶案的其中一人。為了探尋父親身亡的真相，阿席莉帕同意與杉元共同行動：由自戰爭中生還的杉元負責戰鬥、因阿伊努信仰而不願意殺人的阿席莉帕，則運用阿伊努人的智慧負責追蹤與野外求生。這特別的二人組就此踏上追尋黃金的險惡之旅。

## 登場人物

### 杉元一行
杉元佐一（／）
配音：小林親弘（日本）；林谷珍（台灣）
本作主角，前大日本帝國陸軍一等兵，原隸屬第1師團特別支援隊隊員（白襷隊）。帶著軍帽且圍著圍巾，其特徵是面容帶有撕裂傷痕的約20多歲青年。主要以三十年式步槍與刺刀近身格鬥，擁有驚人的戰鬥力和恢復力及能在死地中尋見活路的超凡膽量，被稱為「不死之身的杉元」（不死身の杉元），戰鬥起來如同鬼神一樣可怕，即使受了瀕死的重傷、第二天也能跑動。但其實內心纖細，對於戰爭的殘酷，以及因此泯滅人性的自己無法接受。最喜歡的食物是柿餅。有閱讀少女向雜誌《少女世界》的習慣。
原出身關東的一個鄉村，家族除自身以外皆因罹患肺結核而死亡。後加入陸軍，曾參與日俄戰爭，旅順會戰時為白襷隊（臨時組成的特別支隊）隊員，且認識谷垣的妹婿賢吉。後來因為毆打上司，而被迫提前除役。退役後為完成戰死的摯友寅次的遺願，為治療其妻梅子的眼疾，而需要大量金錢而從東京來到北海道淘金，後來得知了從阿伊努的村莊被奪走的藏金的存在，於是與陸軍第七師團以及兇惡的逃獄犯等各方面人物，展開了一場爭奪戰。比起自己和黄金更看重阿席莉帕的安危。
在和土方一行合作下找到野篦坊，向他表示反對他讓阿席莉帕扯進金塊事件及獨立運動裡。在野篦坊説出黃金下落前和他一起被尾形槍撃，昏倒前本能地利用野篦坊的屍體擋槍，導致尾形狙殺失敗，後被鶴見帶走。為追尋被利用的阿席莉帕而不得不和第七師團合作，跟月島、鯉登和谷垣前往庫頁島。由於槍撃導致腦部損傷，與鶴見相同，情緒激動的時候傷部會流出不明液體，且會出現失控敵我不分亂打人的情況。
在酒廠和房太郎對峙，和白石會合，透過房太郎得知鶴見等人擄走阿席莉帕的消息，三者駕車展開援救阿席莉帕的行動。成功在小教堂救出阿席莉帕後與土方一行人搭火車解出暗號。最終於函館列車決戰擊敗鶴見，將部份黃金交給梅治療眼睛，與阿席莉帕返回她的故鄉生活。
角色原型取自作者的曾祖父杉本佐一（亦有一種說法是舩坂弘），曾參與日俄戰爭203高地戰役。
阿席莉帕（阿伊努語：Asirpa）
配音：白石晴香（日本）；許淑嬪（台灣）
阿伊努人的獵人，約12至13歲的少女，能說流利的日語，出身於小樽附近的「寇坦」（愛努語「部落」之意）。各種關於北海道的動植物、料理、阿伊努族風俗文化習慣等知識十分豐富。對編織、刺繡等傳統阿伊努人女性工作毫無興趣，擅長使用弓箭的高手、製作陷阱打獵及野外求生。特別喜歡將獵物的腦讓給杉元吃。
實際上是擁有1/4波蘭血統的混血兒，家永在觀察阿席莉帕的眼睛時看到斯拉夫民族特有的藍綠色。其姓名具有「新年」及「未來」的含義，因此她自認是「新時代的阿伊努女性」，並擁有不被古老習俗所束縛的現實想法。小名則是「欸卡西歐噗咚伊」，名字的意思是「祖父的屁眼」。在戶籍上的和名則是「小蝶邊明日子」（こちょうべ あすこ）。母親早逝，而父親威魯克則因藏匿金塊使族人互相殘殺，自行剝去臉皮詐死後躲入獄中，被稱為野篦坊。
與杉元在北方大地上相遇，被杉元說服合作報殺父之仇後與杉元一同行動，得知野篦坊可能是她父親後決定前往網走監獄探查真相。第一次知道味噌時從外觀認為味噌是糞便，但實際吃過味噌馬肉鍋之後覺得很好吃。後來食用咖哩飯的時候也出現了相同的反應。
與杉元一起潛入網走監獄時突然被都丹庵士抱走，與杉元就此分開，事後從尾形口中得知杉元已死。在不清楚真相的情況下與奇羅藍克、尾形與白石前往庫頁島。從岩息舞治聽到對話得知，阿席莉帕相信杉元仍然活著。酒廠事件中先後被房太郎與鶴見帶走，被杉元等人救下，跟著一行人與土方等人搭火車解出暗號，但有感於眾人為爭奪黃金引發的鬥爭傷亡，懇求杉原和白石再次堵住藏匿黃金的井口。最終在函館列車決戰被杉元拋出火車頭，交給前來支援的谷桓和白石，事件落幕後，為爭取愛奴族屬地建立國家公園四處奔走，促成政府保護愛奴族文化與成立多座國家公園，與杉元返回寇坦生活。
白石由竹（／）
配音：伊藤健太郎（日本）；蔣鐵城／鍾少庭〈ep.19-24代班〉（台灣）
刺青逃犯之一，外號「逃獄王」。身體藏滿小道具，可自由控制關節使之脫臼，擁有逃獄的才能但不擅長戰鬥，性格輕浮好賭好色又膽小怕事，但有時候也會顯現機智的一面。原本是被寺院住持抱養的棄嬰，離開寺院後的少年時期最初因偷竊入獄，後來因為不斷在日本各地的監獄反覆逃獄累加刑期最後被收入網走監獄。因為想分到一份黃金，便與杉元和阿席莉帕合作並同行。
雖然好賭怕事，但對好友的託付會忠實履行。在網走監獄杉元將阿席莉帕託付給白石，讓白石即使面對心懷不軌的奇羅藍克，也堅持待在阿席莉帕身邊。酒廠事件裡和杉元會合，透過房太郎得知鶴見等人擄走阿席莉帕的消息，三人駕車展開援救阿席莉帕的行動。函館列車決戰事件中，與谷垣會合後共騎馬匹行動，及時接應被杉元拋出火車頭的阿席莉帕。故事尾聲與杉元、阿席莉帕道別，違背阿席莉帕的懇求，暗地取走所有剩餘的黃金潛逃至某個東南亞島嶼，成為該島的國王。
角色原型取自昭和的逃獄王白鳥由榮。

### 獨立勢力
尾形百之助
配音：津田健次郎（日本）；劉傑（台灣）
原屬日本陸軍第七師團第27聯隊上等兵，參加過日俄戰爭，稱號為「孤高的山貓」。僅靠步槍上尺碼表及裸眼、即可精準射擊距離300米以內之目標的狙擊手。原使用師團內配給的三十年式步槍，和杉元等人逃出旭川第七師團本部後和杉元交換改使用三八式步槍。為日俄戰爭後自盡的原第七師團師團長花澤中将與其拋棄的淺草藝妓小妾所生之子，兒時於茨城縣由外婆帶大。四年前在杉元擔當替身應付相親時，曾將全裸的杉元誤認為弟弟勇作而面露微笑。
實際為師團下不願服從鶴見中尉的造反組成員，獨自脫隊暗中調查刺青逃犯時與杉元衝突，遭杉元推落斷崖冰川而瀕死及顎骨粉碎性骨折，之後臉上留有手術疤痕特徵。被鶴見中尉察覺造反意圖後遭追殺轉投靠土方陣營，後與杉元和阿席莉帕等人一同行動。曾誤會谷垣源次郎殺死玉井、野間、岡田三人，並意圖舉發造反組給鶴見中尉，導致二人發生衝突，後經由杉元之口得知真相。
對私生子的身分自卑而內心扭曲，幼時自己的母親被父親拋棄後精神失常，不停製作鮟鱇鍋等待父親能再訪，為了探知父親對母親是否仍有愛意，用老鼠藥毒殺母親，然而父親未曾在葬禮上露面；為了測試父親是否會想起自己，或許自已能有機會擁有充滿期待祝福的人生道路，而在戰場上從後方槍殺擔任旗手少尉、同父異母的弟弟勇作；並最後在鶴見授意下弒殺父親，並偽裝成切腹自盡，讓第七師團軍士對中央產生不滿。
暗中與奇羅藍克合作，在杉元找到野篦坊時將野篦坊狙殺，並出自私心槍擊杉元頭部，之後與奇羅藍克、白石，以及不知情的阿席莉帕一同離開。入境俄羅斯時與瓦西里進行了一場狙擊心理戰並獲勝，瓦西里因此執著於與尾形對決。在察覺到阿席莉帕想起解開刺青人皮的關鍵時，想向阿席莉帕套話問出黄金下落，卻露出馬腳（説了杉元遺言是想吃鮟鱇鍋），阿席莉帕因認為他不可信而拉弓，為讓阿席莉帕動手，表示世上沒有清白的人，並承認是自己殺了阿席莉帕的父親。之後在杉元趕上時，右眼中了阿席莉帕誤射的毒箭，杉元為了不讓阿席莉帕不小心殺人，把箭連同尾形的眼球拔出並做了應急處理。在杉元等人找俄羅斯醫生醫治同伴傷勢時，以俄語脅迫醫護人員借機逃出，返回土方陣營。
待換上義眼並熟悉以左眼瞄準後，後期隨杉元和土方等人登上鐵路列車，遇見並再度向鶴見合作，遭遇棕熊襲擊事件期間，登上車廂頂端狙擊棕熊，被杉元持刀偷襲背部受傷，與之對峙期間更被阿席莉帕用附帶烏頭毒性的箭矢射中腹部，他試圖用搶來的和泉守兼定切開中箭處，但還是造成毒性發作和精神失常，最終在幻覺中見及勇作的身影，體認自己其實是「完全的人，走上不完全的人會走的路」和察覺阿席莉帕與勇作的重疊性，將慣用的步槍轉向自己的左眼，以和泉守兼定扣下扳機自盡，死前聽見勇作的幻影告訴他「兄長是被祝福誕生的孩子」而露出釋懷的笑容，遺體從車廂頂端墜落。
角色原型取自越戰時期的美國狙擊手卡羅斯·海斯卡克（Carlos Hathcock）。
谷垣源次郎
配音：細谷佳正（日本）；李景唐（台灣）
原日本陸軍第七師團一等兵，參加過日俄戰爭，出生秋田縣阿仁的東北獵人青年（被稱為阿仁又鬼，意為獵師）。曾持有的單發二十二年式村田步槍是二瓶唯一兒子在甲午戰爭所用的步槍(後來傳承給吉卡帕西)，槍托的七道痕代表殺死七個人，二瓶卻認為是兒子打算負起殺人責任的表現。
有一個妹妹阿文，但疑似被妹婿賢吉所殺害(實因阿文身染絕症才請賢吉讓她解脫並燒屋滅屍)，谷垣為報仇加入第七師團，卻遇到重傷瀕死的賢吉而得知真相。在戰爭與軍隊生活中迷失了自我，直到跟二瓶鐵造打獵才找回本性，性格也受到二瓶很大的影響，賢吉的犧牲也讓他思考何為自己的使命。
為調查尾形上等兵遭杉元襲擊一事、追補杉元和阿席莉帕時被蝦夷白狼雷塔拉擊敗，執意狩獵雷塔拉而脫離師團成為逃兵，以獵人身份與逃犯二瓶鐵造聯手捉拿阿席莉帕，遭毒箭射中後反被阿席莉帕救下帶回阿伊努村療傷，而重視並將照顧自己病傷、阿席莉帕的外婆視作家人。曾誤會尾形是鶴見派來追補其逃兵之罪，以致二人發生衝突。後來被師團兵的三島找到本要被帶回師團，但三島卻被尾形狙殺，見狀後的谷垣逃離現場。
與茵卡拉瑪關係曖昧，吃完海獺鍋後與茵卡拉瑪發生一夜情。十分照顧跟兒時的自己一樣，孤單一人的吉卡帕西。在愛奴人的習俗中，若一名女人至男人家中做飯，並且男人在用餐時，將自己食用一半的飯給予女人，女人也將之吃完，兩人即為成婚。在一行人捕獲鮭魚並製作成餐點食用時，吉卡帕西提議雙方不如直接成為真正的一家人後想要進行儀式未果，但與茵卡拉瑪於之後的談話中與約定好事情結束後的婚約。
在杉元與阿席莉帕及白石逃脱時，因為茵卡拉瑪被作為人質留在第七師團的醫院中而被杉元勸説留下。之後透過茵卡拉瑪留給路人小孩的線索找到醫院，在家永的犧牲下救出茵卡拉瑪。把茵卡拉瑪帶回愛奴族的部落待産後，出現了與追來的鯉登及月島三人一起按愛奴族女人的指示幫忙準備生産的奇景。
在鯉登故意放生下與茵卡拉瑪及女兒逃走，但於五稜郭混戰時得知消息後回來協助阿席莉帕。在函館列車決戰時跳上列車途中遭到鶴見襲擊而摔下，後來負傷的他與白石會合後繼續追擊，及時接應被杉元拋出火車頭的阿席莉帕。
故事尾聲返回茵卡拉瑪的身邊生活，育有長女和14個兒子。
茵卡菈瑪（阿伊努語：Inkarmat）
配音：能登麻美子（日本）；陳筱寧（台灣）
自稱占卜師的神祕女性，自稱幼年時曾受過阿席莉帕父親威魯克的恩惠，以協助恩人後裔的理由與杉元等人共同行動。是個多面間諜，與土方、鶴見都有私下的聯絡，實際意圖不明。其實在黃金爭奪中只希望阿席莉帕能平安，並不在乎跟誰合作。稱是自己教授威魯克北海道愛努的習俗。旅途中與谷垣關係曖昧，對谷垣抱有特殊情感，在谷垣食完海獺鍋後與其發生一夜情。
在大溼地會合後對阿席莉帕表示野篦坊不是威魯克，威魯克當年就跟其他藏匿金塊的族人被奇羅藍克殺害。證據是馬票上奇羅藍克的指紋，與鶴見提供的殺人現場指紋相符，但無法說服阿席莉帕與其他人。在網走監獄知道奇羅藍克授意尾形殺害野篦坊，試圖告知阿席莉帕而遭奇羅藍克威脅，為揭露奇羅藍克的真面目，不惜搶下對方的馬其李（愛努小刀）捅腹自殘，經過待在第七師團搶救已脫離險境，也懷上了谷垣的孩子。即將臨盆之際谷垣為了救出茵卡拉瑪逃離第七師團，在呼奇幫助接生順利產下一女。故事尾聲與谷垣生活，再產下14個兒子。
奇羅藍克（阿伊努語：Kiroranke）
配音：寺杣昌紀（日本）；于正昌（台灣）
聲稱曾是第七師團工兵部隊的隊員，日俄戰爭出征時也擔任過軍馬管理一職。事實上是遠東俄羅斯少數民族游擊隊員，本名尤爾巴魯斯（Юлбарс），具有韃靼與愛奴血統。年輕時與阿席莉帕的父親威魯克一同參與沙皇暗殺與流亡海參崴等行動，在海參崴期間學習日語，後從黑龍江流域遷移到北海道，與妻子和二個孩子居住在離小樽較遠的阿伊努村莊。兒時就開始接觸馬匹，不管哪種馬都能與之交流互動，對馬十分真誠。軍事專長是調配並製作炸藥。
主張野篦坊就是阿席莉帕的父親，與杉元及阿席莉帕同行，後來卻被茵卡拉瑪認定是殺害威魯克等藏匿金塊族人的真兇，亞港一戰後得知其暗地勾結尾形，且確實另有意圖。
為防止黃金落入他人之手，要求尾形擊斃野篦坊，但在逃離網走監獄時，卻被茵卡拉瑪發現其陰謀，甚至試圖告知阿席莉帕，搶先一步威脅封口、卻被對方搶下自己的馬其李（愛努小刀）捅腹自殘。亞港一戰後與尾形、阿席莉帕與白石前往庫頁島。
茵卡拉瑪被刺傷時曾表明，若不行動的話將會被大國吞併，根據他曾和野篦坊一起行動來看，可能有參與阿伊努人的武裝獨立運動。在亞港用炸藥爆破監獄外牆，協助蘇菲亞逃獄，重逢後卻被已知曉威魯克死亡真相的對方重打一巴掌。最後被鯉登、月島和谷垣三方圍勦下擊倒，臨終前要求阿席莉帕向蘇菲亞詢問威魯克的事情，被阿席莉帕告知她已理解實情後，了卻心願死去，遺體連同生前的配刀被阿席莉帕就地安葬。
致敬達文西「最後的晚餐」圖像當中，奇羅藍克所坐的位置為加略人猶大。
吉卡帕西（阿伊努語：Cikapasi）
配音：渡邊明乃（日本）；孫欣瑜（台灣）
谷垣在愛奴族的部落養傷之際結識的少年，名字的意思是「勃起」。之後隨杉元一行前往庫頁島，大為活躍，最後因留戀樺太的艾諾諾卡而留在當地，並受贈谷垣從二瓶那邊得到的步槍。
瓦西里（俄語：Васи́лий）
配音：梅原裕一郎（日本）；林谷珍（台灣）
俄羅斯帝國国境警備隊所屬的狙擊兵，狙擊能力不亞於尾形，另外很擅長繪畫。在國境時與尾形展開狙擊戰，被尾形射穿臉部，導致無法正常說話，後改以繪畫方式與他人交談。原持續追捕企圖發動政變的奇羅藍克和尾形等人，後來因契機與杉元一行人交手，之後便隨同他們的旅程追殺尾形。
在五稜郭決戰中鶴見一行追殺杉元一行途中，與尾形再度展開狙擊戰，但使用望遠鏡的誤導戰術被尾形識破而中彈。雖在負傷下勉強擊中尾形的腿部，但自己也因傷勢暫時退場。
於西元1940年完成一幅名畫「山貓之死」，至死不肯將其出售，多年後該畫作於拍賣會上由日本某IT公司以三億日元買下。畫作署名透露其全名為「瓦希里·帕夫利琴科」。
角色原型取自蘇聯狙擊手瓦西里·扎伊采夫。

### 土方一伙
土方歲三
配音：中田譲治、中村悠一〈青年時期〉（日本）；劉傑（台灣）
史實人物，舊幕府的武士，歷史記載中戰死沙場的新選組鬼之副長，本作設定在五稜郭戰役後逃亡失敗祕密被捕入獄。在網走監獄時相當安份，實為移送囚犯時奪刀斬殺屯田兵放走二十四名逃犯的主謀。與新選組最強劍士永倉新八會合後，奪回原本的配刀「和泉守兼定」，開始積極尋找其他逃犯及刺青人皮，成為杉元與鶴見以外的第三勢力。
透過白石得知「不死身的杉元」這號人物，並從他取得刺青的摹本及各種情報，大致知曉野篦坊及阿席莉帕之間的關係。由於杉元等人的目標與土方派沒有衝突（杉元只需要一小部份黃金、阿席莉帕的目標不是黃金），因此目前與杉元派結盟，共同行動。
潛進網走監獄時，明知典獄調包野篦坊，卻故意仍讓杉元和白石潛進原本的牢房，密令都丹庵士斷後路並將阿席莉帕強行帶走，使杉、白二人必須自行逃離牢房。自己則攻進野篦坊被藏匿的地點，並與嚴陣以待的典獄長犬童決戰，但最後反而是杉元見到野篦坊。酒廠事件中跟杉元等人會合，參與阿席莉帕的爭奪戰。在阿席莉帕成功救出後與杉元一行人搭乘火車，協助解出暗號，同時以上面寫的漢字做為提示，在五稜郭角落的軍營內地下找到地契。
在函館列車決戰時對上鯉登，因鯉登刀斷而錯估其行動，頭部遭到砍傷，因腦部損傷無法分清虛實，開始大開殺戒。直到杉元趕來後將自己的配刀託付給他，最終在彌留之際向新八表達了自己在此結束生命的「不甘心」。
永倉新八
配音：菅生隆之、中井和哉〈青年時期〉（日本）；于正昌（台灣）
史實人物，新選組之最強劍士，和天才劍士沖田總司為新選組裡劍術最高明的存在，是土方少數仍存活至今的老戰友。當年與新選組組長近藤勇鬧翻，反而在倒幕與箱館戰爭中躲過一劫。明治維新後隱姓埋名，在北海月形村的樺戶集治監擔任劍術師範，二十年後才被在該獄服監的土方以「莽新（意為魯莽的新八）」這個過去的外號叫住，之後在獄卒暗中協助下重逢。酒廠事件過後，和杉元一行人搭乘火車，協助解出暗號。後來向鶴見說出阿依努族人留有當初用黃金買地的地契，但被鶴見查覺其意圖，奪取擺設打刀後殺出戰場，也一度對上鯉登。函館列車決戰過後，隱居小樽擔任大學生的劍道導師，親筆撰寫新選組的相關事跡，安祥渡過晚年。
牛山辰馬
配音：乃村健次（日本）；蔣鐵城／鍾少庭〈ep.19-24代班〉（台灣）
人稱「不敗的牛山」，體格異於常人的高大強壯，頭上有塊堅硬的四方形厚繭與一對「柔道耳」，是柔道的絕世高手，對女人有著壓抑不住的強烈性慾，在睡了師母以後又殺死了自己的師傅與數名師兄弟而被判處死刑，投入網走監獄。
逃獄後因為實力高強，被土方選為合作對象。與杉元短暫對峙過，杉元評論他的重心位置穩如紮根於大地的大樹。曾在喝醉的時候教阿希莉帕找男人要看那話兒，被阿希莉帕稱作「雞巴老師」。
在函館列車決戰時對上月島，最終為了保護被月島投出的手榴彈波及的阿席莉帕，用肉身擋住爆炸因而陣亡。
角色原型取自日本柔道家牛島辰熊。
家永親宣
配音：大原沙耶香（日本）；許淑嬪（台灣）
偽名是家永佳乃，外表看似貌美少婦的女裝癖老醫師，相信以形補形的理論，因為殺人進補而被判處死刑。年輕時憧憬著懷有身孕的母親，但後來母親不慎從階梯失足而流產。逃獄後暗中把札幌世界酒店原店主殺害，將酒店改造的機關重重，用下藥迷昏的方式繼續狩獵進補。世界酒店被白石意外炸毀之後被牛山所救，成為土方勢力之一。在杉元一行人潛入網走監獄的行動後被第七師團捕獲，並幫遭槍擊的杉元動手術。
有肢解食用人體的異常癖好，擅長肢解也通曉人體構造，因此在杉元被尾形槍擊腦部時協助腦部手術，有偷嚐杉元傷口流出的腦組織，似乎稍微有點被感染熱血激動性格。本想為茵卡拉瑪接生順便吃胎盤，在谷垣逃離第七師團把茵卡拉瑪救走時，為了幫助他們逃跑，持針筒向月島注射時效兩小時的麻醉藥劑，被月島近距離射殺，死前要求谷垣親自見證孩子的誕生。
角色原型取自美國連環殺手哈里·霍華德·賀姆斯（Henry Howard Holmes）。
奥山夏太郎
配音：羽多野涉（日本）
原屬於茨戸日泥勢力，茨戸鬥爭時被土方招安並在鬥爭結束後在小樽留守。動畫僅於OVA登場。於公式書公布全名。故事尾聲經營飼養綿羊牧場，憑藉著自身努力拓展牧場規模。
奇拉烏西（阿伊努語：Kirawus）
配音：前野智昭（日本）；鍾少庭〈代班〉→蔣鐵城（台灣）
阿伊努的獵人，曾在十幾年前與二瓶一起狩獵棕熊。於姉田支遁事件中和杉元一行相識，並在釧路協助土方一行找到土井新藏。之後加入土方一行人，時常與門倉一起行動。結局和門倉、曼蘇爾三人於10年後前往美國拍攝奪金主題的西部默劇，作品雖獲得慘澹的票房成績，但後來被世人認定為邪典電影重新評價。
門倉利運
配音：安原義人（日本）；鍾少庭〈代班〉→蔣鐵城（台灣）
初登場為網走監獄看守部長。原本受命利用囚犯將宇佐美處理掉，卻看到宇佐美反殺囚犯，不願惹麻煩上身而向犬童謊報宇佐美的死訊。念土方對其父輩有恩，因此協助杉元與土方潛入網走監獄，網走監獄被攻破後加入土方一行人。自嘲不幸的化身，卻每每在生死關頭靠著強運大難不死。
背上擁有野篦坊留下的刺青，為過去刺青逃犯集體逃獄之後，野篦坊秘密地在他身上刺下的刺青，但僅刺了一半就遭犬童將野篦坊藏匿至別處。其紋身同時也是第24個被刻下的最後暗號。於公式書公布全名。
結局和奇拉烏西、曼蘇爾三人於10年後前往美國拍攝奪金主題的西部默劇，作品雖獲得慘澹的票房成績，但後來被世人認定為邪典電影重新評價。
都丹庵士
配音：水島裕（日本）；鍾少庭（台灣）
盲眼盜賊頭目，有著非常敏銳的聽覺，能藉由彈舌發出聲音造成的回聲判斷周遭狀況，在助聽裝備幫助下能只靠聽覺戰鬥，武器為手槍。刺青逃犯之一，其特殊能力被土方看上，被土方聯合杉元派擊敗後，被迫成為潛入網走監獄的引路人。
表面上在菊田、宇佐美與有古的夾殺下死於雪崩，但實際上在垂死之際被有古所救。
在五稜郭決戰中為土方擋槍下仍力戰至斷氣為止，死亡時因嘈吵的聲音消失而露出了安祥的微笑。
有古力松

### 鶴見一派
第七師團為大日本帝國於本部設置於北海道旭川之陸軍師團、別名「北鎮部隊」，前身是拓荒北海道土地組織而成的屯田兵。師團內多是參加過日俄戰爭的老兵，勇猛善戰，即使瀕死或重傷仍會奮力應戰，遭受偷襲也能立即反應，士兵個別戰鬥力相當高。目前出現的第七師團軍士幾乎與鶴見派有染，所以作品往往以「第七師團」代指鶴見派。
鶴見篤四郎
配音：大塚芳忠（日本）；李景唐（台灣）
日本陸軍第七師團中尉，新潟人。隸屬第七師團第27聯隊的情報官，擅長掌控人心及搧動青年為其效命。日俄戰爭中於奉天會戰時遭炮彈破片擊中頭部，失去額頭蓋骨和部分前額葉，痊癒後雙眼部位有疤痕，且配戴陶瓷護額，情緒時會突然亢奮難抑，舊患部常流出不明體液。
自述被發配國家寒酷荒蕪北海道的第七師團於日俄戰爭付出眾多，卻未得到應有待遇反遭日本政府冷落；心想藉獲得黃金脫離日本，佔領北海道建立以其為首之軍事政權。但其實在戰時就在策畫獨立一事，「被冷落」反而是鶴見煽動第七師團軍士的語言。除了身為指揮官，也擅長槍械與近身格鬥。
能說俄語，年輕時在海參崴做為日軍間諜，正是教威魯克一行人日語的日籍攝影師，化名長谷川幸一（配音：中野泰佑（日本）；李景唐（台灣）），「長谷川」即母親原姓氏。曾與當地女人菲娜結婚，並育有剛出生的女兒奧莉佳。在奧克瑞那（俄羅斯帝國祕密警察）前來搜捕時，與威魯克一行人合力殲滅。妻子與女兒卻疑似同時被索菲亞誤擊（後從子彈類型判斷，實際向妻女開槍的人是威魯克），二人皆傷重不治。在妻子死前告知自己真實姓名，之後咬走妻女的小指並點火燒了一切而離去。
率領第七師團人員在酒廠逮住阿席莉帕。隨後在教堂內向阿席莉帕與索菲亞審問，說出自己真正的目的、真相與點出黃金跟阿伊努人的關聯後拿出威魯克的臉皮面具套在索菲亞頭上。解出暗號後搭乘另外一條路線的火車前往室蘭港，用軍艦接駁後在天亮之際來到五稜郭。最終與杉元在火車決鬥期間，不慎散落妻女的小指骨，持刀刺傷杉元的胸膛，向阿席莉帕留下「黃金神威會奪走所有人心愛的一切，這全是你害的，威魯克」的話語，被杉元扭動左手開槍射中右胸，連同火車頭沉入水裡。
作者在最終話加筆漫畫補述鶴見在事件後生還，並出現在道格拉斯·麥克阿瑟的照片背景中。
角色原型取自作者父親友人的祖父，名為長谷川篤四郎。
月島基
配音：竹本英史（日本）；劉傑（台灣）
日本陸軍第七師團軍曹，佐渡人，外觀特徵為鼻樑很低，身高略矮但相當壯碩。鶴見的左右手，近衛人員之一。鶴見勢力中少數言行接近一般人的成員，但堅韌善戰。對於鶴見一黨種種奇怪言行深有其感，也為在鶴見面前太多激動而滿嘴薩摩方言的鯉登充當翻譯，且因過去受鶴見的指示而學會說俄語，成為任務中的翻譯人員。此外根據尾形的說法，月島洗澡洗很久。
從小在佐渡因為殺人犯父親而受到歧視，不斷與鄰居小孩打架。後來認識頭髮像伊胡草的女孩，兩人相愛並約定要在月島從戰爭歸來後一同私奔。長大後做為新發田第二師團的士兵，參與甲午戰爭。在歸鄉前幾天卻得知女孩失蹤，看到各種跡象後，認定是父親造謠自己死亡，造成女孩自殺；盛怒之下將父親揍死；也因此被判死刑。在獄中從拜訪的鶴見口中得知女孩還活著，受鶴見鼓勵開始學習俄文以換取出獄機會。九年後日俄戰爭作為通譯參戰，卻得知女孩遺骸在父親屋子底下被找到。意識到被鶴見欺騙而再次憤怒，卻被鶴見「不希望浪費自己性命」的話而感動；當下突然受砲擊時，鶴見奮不顧身將自己推離，終於心悅臣服於鶴見。
初登場時原為和田大尉的下屬，原被命令槍殺鶴見，卻反過來槍殺和田本人。與前山一等兵共同監視江渡貝制作刺青人皮的贋品。在襲撃網走監獄之後受鶴見命令與鯉登少尉隨杉元與谷垣前往樺太，協助之外還要監視二人。在鯉登追問當年綁架案真相時，展現出絕情的一面。表示自己早知道後來告知他發現女孩遺骸的也是鶴見派的人。卻想要繼續看在鶴見帶領下會到達什麼境界，所以依然對鶴見保持忠誠。
對於鶴見的命令堅持執行，即使是老弱婦孺也絲毫不留情。對潛入嘗試救出茵卡拉瑪的谷垣給予痛擊。被家永偷襲後直接槍殺家永。之後追擊谷垣和茵卡拉瑪到寇坦，卻被趕來的鯉登叫住，勸其放過二人。鯉登表示願意與其一起「見證到最後」，所以反而不能殺這二人。聽完鯉登的話開始動搖，認為自己已經回不去了；但還是忍不住要求茵卡拉瑪占卜伊胡草女孩的下落，然而在占卜中突然被愛努大嬸叫去協助接生，幫忙看孩子。茵卡拉瑪生產完後質問鯉登是否刻意隱瞞內心想法，反而被鯉登詢問鶴見的目的，想起鶴見特地保存的小指骨。
函館列車決戰事件中，意圖引爆手裡的手榴彈，透過自殺攻擊與牛山同歸於盡，因鯉登介入與牛山反抗手榴彈脫手，導致牛山為保護阿席莉帕而用肉身抵擋爆炸後身亡。本要與鶴見中尉共同見證一切到最後，卻被鯉登少尉竭力阻止。鶴見死後，頓失生存意義，在鯉登要求下擔任他的得力助手，輔佐他管理第七師團。
鯉登音之進
配音：小西克幸（日本）；劉傑（台灣）
日本陸軍第七師團少尉，薩摩出身的士官。示現流高手，裝備二六式手槍與實戰型十九年式軍刀（使用傳統日本刀身與雙手握柄的改版），擁有在近身戰中壓制杉元的實力。鶴見中尉的死忠信徒，只要一激動就會滿嘴高語速的薩摩方言（為表現與標準日語區別，臺版單行本翻譯為臺語，台灣配音則是重新詮釋薩摩方言）。
兒時在鹿兒島喜歡騎法國友人送給父親的「德迪翁-布東」蒸氣三輪車，被同輩視為只會依靠父親名聲的無能小少爺。內心卻因為哥哥海軍少尉平之丞在甲午黃海海戰戰死而悲傷，甚至想代替兄長而死。由於站上軍艦甲板不久後就會暈眩，無法如父親與兄長般在海軍服役，因此在海軍軍校無心學習成績低落。某天卻撞到鶴見而相識，後同道去墓園並在哥哥墳前講出內心的話。之後搬到函館卻突然在俄國領事館前遭到綁架，同樣在函館的鶴見主動出面協助搜救。曾一度要求綁匪殺死自己。最後在父親與鶴見的努力下成功破門並擊斃俄國綁匪，自己被救出，此後崇拜鶴見為此改進入陸軍軍校，儘管成績優異，但因年紀輕尚未上過戰場。
原本是作為監視淀川中佐的眼線待在旭川，阻止白石逃脫失敗後被鶴見調回小樽，加入追捕逃亡死囚行列。在襲撃網走監獄之後受鶴見命令與月島軍曹隨杉元與谷垣前往樺太，協助之外還要監視二人。
在診所被尾形襲擊時，尾形故意用俄語稱呼其為「臭少爺」，並提到滿鐵，讓鯉登內心存疑，後發現尾形其實是當時的綁匪之一。之後在等待鶴見抵達大泊期間，將內心的疑問訴諸於月島，質問月島是否就是當年的另一名綁匪；反而遭到月島嚴正警告，告知鯉登將內心的存疑藏好，否則自己將會受命抹消他。面對月島懷疑，用在地上打滾歡呼，表達自己對鶴見的狂熱。但內心想法其實已經改變。在小樽的醫院碰上準備帶走茵卡拉瑪的谷垣，卻選擇放走二人。之後趕往寇坦，叫住準備要殺人的月島，勸他放過二人，表示自己願意與月島一起「見證到最後」。之後面對月島質疑，表示自己相信鶴見種種行為的動機不是出自私利，反問月島是否知道鶴見的目的。
札幌啤酒廠大戰中，險些被房太郎在水中以頭髮勒死，因月島放棄帶回阿席莉帕的任務，選擇營救他，因而生還。與鶴見中尉對話時因不同於往常飆出滿口方言，引起鶴見懷疑，而後與月島偷聽鶴見與阿席莉帕對話，再次認可鶴見的理念，面對鶴見時重新變回滿口方言，然而他迅速察覺到鶴見對於他們的竊聽了然於胸，但因為不想毀掉終於確立信念的月島，而沒有告訴他。
函館列車決戰事件中與土方對峙，儘管佩刀被折斷，仍以示現流劍術壓制砍傷對方的頭部。鶴見死後，鯉登接替鶴見成為最後一任第七師團領導者，任命月島輔佐管理第七師團。
人名與經歷可對應到史實上就日本陸軍第七師團的最後一任師長鯉行登一。
尾形百之助

谷垣源次郎

二階堂浩平
配音：杉田智和（日本）；于正昌（台灣）
日本陸軍第七師團一等兵，與洋平是雙胞胎兄弟，故鄉在靜岡，性格相當神經質。
在娼婦街調查刺青逃犯時被杉元攻擊，極度憎恨殘殺胞弟洋平的杉元，一度為對杉元復仇與尾形逃出師團，被棕熊爪子削掉頭皮和左耳，又被隨後追捕造反組的鶴見中尉捉拿割去右耳。鶴見中尉卻向其提出協助杉元復仇作為誘因，浩平答應並將第七師團內造反組小宮全盤供出，回到鶴見麾下。
在用假刺青人皮「釣魚」時意外遭遇土方歲三，對峙時注意到杉元出現後被土方斬下右腳。為舒緩右腳被斬的痛苦而超量使用嗎啡，導致嗎啡中毒而腦部受損，智力退化到近乎兒童的程度，但是對杉元的強烈憎恨絲毫未減。後在有坂成藏的協助下裝上暗藏霰彈槍的義肢右腿，但在突擊杉元時反被杉元反折義肢轟掉右手。之後因爲受到鶴見欺騙，誤以為杉元已死，躺在床上一蹶不振。之後於札幌的啤酒工廠內遇到杉元時再次與其激戰。
在五稜郭決戰中與杉元展開死鬥後，終被杉元以刺刀劈成兩半與炸彈爆炸而死，死前分成兩半的身軀互認作自己與洋平。
二階堂洋平
配音：杉田智和（日本）；于正昌（台灣）
日本陸軍第七師團一等兵，與浩平是雙胞胎兄弟，故鄉在靜岡。記恨在娼婦街調查刺青逃犯時被杉元攻擊，與胞兄弟違抗鶴見中尉命令想私下殺掉杉元，但遭杉元反殺且挖走一段腸子。
宇佐美時重
配音：松岡禎丞（日本）；于正昌（台灣）
日本陸軍第七師團上等兵，鶴見中尉的死忠信徒，看似稚嫩近身戰卻十分了得。受鶴見命令在網走監獄當臥底調查，被發現後隨手擊倒眾多罪犯後逃出，之後被鶴見懲罰將臉上兩個痣畫成跑步的小人，宇佐美還將它做成刺青。
其性格嫉妒心極重，12歲時見到朋友高木智春被鶴見勉勵，之後在餞別摔跤時突然痛下殺手，重踩智春喉嚨致死。殺人動機是鶴見認為別人會比他優秀，而不是認同他。鶴見決定將智春死因謊稱「被自己馬踢中」，由自己承擔責任。之後將第一次殺人的地方視為聖地，緬懷當年與鶴見共同的秘密。
對精液的敏感度極高。鶴見利用這點，將其調來札幌，協助菊田調查開膛手一案。在兇案現場藉自慰模擬兇手犯罪，成功追查到同樣在自慰的兇手。二人立即互相射精攻擊。最後還是追丟兇手。在札幌啤酒廠大戰中，與遇上的尾形百之助展開近身戰，因輕敵而不慎中了一發三八式步槍彈，雖想騎馬敗逃，卻仍被擅長狙擊的尾形補上一槍，最終在心念的鶴見懷中死去。鶴見將其手指咬斷呑下讓宇佐美「化成其血肉」，表示不會忘記這位部下的犧牲。
菊田杢太郎
配音：堀內賢雄（日本）
日本陸軍第七師團特務曹長（准尉），善於使用雙手槍戰鬥，曾於登別地獄谷養傷，自稱自己是從小一直運氣不好的男人。雖然幫助鶴見降伏暴露的有古，在札幌卻私底下向有古表示自己聽命於「中央」，希望能聯手。於札幌啤酒工廠的三方激戰中將阿席莉帕帶出酒窖，然後試圖告訴他有關於當時7名阿伊努人遭到殺害與父親威魯克的真相。以前曾認識入伍前的杉元，在第七師團人員於酒廠逮住阿席莉帕後一度跟杉元發生戰鬥。
四年前在東京街上遇到正在起衝突的杉元後產生交集，同時要對方擔當花澤勇作的替身來應付相親，事後要杉元忘掉他與花澤的一切，但將弟弟的軍帽贈與他。
鶴見解開刺青地圖暗號之後，因宇佐美的情報而被鶴見發現其間諜身分，菊田處刑前將勝利賭住全押給“流浪小子”杉元，最後被月島槍殺。
有古力松
配音：水中雅章（日本）
日本陸軍第七師團一等兵，愛奴人出身。體格相當魁梧，臉上有一條疤痕。在與都丹庵士交手後將其救出，後被鶴見要求投靠土方陣營作為雙面間諜。
在鶴見捉住阿席莉帕時潛入教堂營救，最後在協助阿席莉帕與杉元等人逃走時被月島槍擊，因為父親留下的瑪琪麗擋住致命傷而存活。
和田光示
配音：稲田徹（日本）；蔣鐵城（台灣）
日本陸軍大尉，第七師團隊長。對鶴見擅自帶走下屬感到憤怒，命令月島槍殺鶴見，卻反過來被月島槍殺。於公式書公布全名。
玉井芳藏
配音：手塚弘道（日本）；李景唐（台灣）
日本陸軍第七師團伍長，與尾形等人為不服從鶴見中尉的造反組成員，曾向谷垣源次郎暗示要其加入造反組，但谷垣當時並無意會到。與野間和岡田等人在調查尾形上等兵遭杉元襲擊一事，在追補杉元時遭棕熊襲擊，被剝掉臉皮，最終反擊殺死棕熊後死亡。於公式書公布全名。
野間直明
配音：田所陽向（日本）；劉傑（台灣）
日本陸軍第七師團一等兵，與尾形等人為不服從鶴見中尉的造反組成員。在追補杉元時遭棕熊襲擊，與棕熊戰鬥最終死亡。於公式書公布全名。
岡田文夫
配音：笠間淳（日本）；蔣鐵城（台灣）
日本陸軍第七師團一等兵，與尾形等人為不服從鶴見中尉的造反組成員。在追補杉元時遭棕熊襲擊，被玉井的流彈打中死亡。於公式書公布全名。
小宮幾太郎
配音：綿貫竜之介（日本）；林谷珍（台灣）
日本陸軍第七師團一等兵，與尾形等人為不服從鶴見中尉的造反組成員，遭浩平供出後，被鶴見虐殺。於公式書公布全名。
三島劍之助
配音：石谷春貴（日本）；蔣鐵城（台灣）
日本陸軍第七師團一等兵，找到谷垣本要把他帶回師團，但卻被尾形狙殺。於公式書公布全名。
前山一夫
配音：石狩勇氣（日本）；李景唐（台灣）
日本陸軍第七師團一等兵，與月島共同監視江渡貝製作刺青人皮的贋品，被尾形槍殺。於公式書公布全名。
淀川輝前
配音：木下浩之（日本）；李景唐（台灣）
日本陸軍中校，第七師團歩兵第27聯隊長，鶴見的上司。因為在戰爭中無視鶴見的建議，固執的強攻敵方堡壘，導致聯隊傷亡過大遭中央責罰，從此之後就在鶴見面前抬不起頭來，成為鶴見的傀儡。

### 刺青逃犯
由死刑犯野箆坊遭到逮捕後，以「逃獄成功後可以獲得半數沙金」為誘餌，將沙金的所在地轉換成暗號，以刺青的形式刺在24名死刑犯身上。故事中3人僅以刺青人皮出場，其中1人的已被毀損。
後藤竹千代
配音：青山穣（日本）；于正昌（台灣）
喝得爛醉後把妻兒全部刺死而被投入網走監獄的殺人犯。逃獄後躲在深山裡，靠淘洗一點河中的沙金維生，還是經常喝酒，與一樣進入深山河流掏洗砂金的杉元偶遇，成為類似酒友的關係，某次酒後多嘴把刺青事件當成故事全盤告知了杉元，酒醒後意圖殺人滅口，但被杉元強力反擊而失敗，逃跑途中被棕熊殺死。於公式書公布全名。
笠原勘次郎
配音：山本兼平（日本）；李景唐（台灣）
逃犯之一，召妓途中被杉元發現遭追捕，告知杉元關於野篦坊的情報時被尾形射殺。於公式書公布全名。
白石由竹

土方歲三

牛山辰馬

津山睦雄
殺害33人的凶惡逃犯，僅在對話中提及，最後鶴見在犧牲三名部屬後才將其討伐。於公式書公布全名。
角色原型取自津山事件犯人都井睦雄。
二瓶鐵造
配音：大塚明夫（日本）；劉傑（台灣）
性格豪放粗曠的老獵人，擁有獨自獵殺二百頭棕熊戰績。以只能填裝單發的二十二年式村田步槍作為武器，抱持著「不一發決勝就是被殺」的信念戰鬥。養了隻名為龍的阿伊努犬作為獵犬；興奮或振奮士氣時會大聲呼喊口癖「勃起!!」（台配為「硬起來!!」）。擁有15個孩子但與妻子處於離緣狀態，曾對谷垣忠告「女人是很可怕的」。
過去被專搶獵人財物的強盜盯上時，對獵物執著的二瓶反過來殺死強盜，而被判殺人罪收入網走監獄。對沙金毫無興趣，作為獵人想死在山林才利用黃金與刺青的機會逃獄。救起被雷塔拉擊敗的谷垣源次郎，作為獵人想親自獵下日本最後一隻蝦夷狼，而與谷垣合作。最後獵狼失敗，被雷塔拉的伴侶連肩撕下右頸，失血過多而死。
角色原型取自三溪羆事件獵人山本兵吉。
邊見和雄
配音：關俊彥（日本）；于正昌（台灣）
連續殺人犯，幼時目擊弟弟遭到山豬襲擊掙扎慘死而開啟其殺人的興趣，認為殺人者終將被殺之，渴望著自身的死亡。逃獄之後混跡在小樽港邊的鯡魚漁工當中繼續殺人，在海灘與衫元的最後對決中被虎鯨咬走，被杉元救回時已經死亡。
角色原型取自亨利·李·盧卡斯。
家永親宣

寶井哲夫
僅在對話中提及的逃犯，逃獄後即被若山輝一郎殺害並剝下刺青，而後其刺青被若山於茨戸輸給了賭場日泥一家，並在賭場火拼事件中透過尾形，輾轉來到土方手上。於公式書公布全名。
若山輝一郎
配音：銀河萬丈（日本）
黑道組頭，因奇羅藍克破壞賭馬場的操盤導致龐大的損失，暗中追蹤他們伺機滅口。因為上半身有黑道的俱利迦羅紋身，網走監獄的刺青紋在了下半身。是一名男同性戀，與同為黑道的男寵串通試圖謀害杉元一行，卻因誤會的嫉妒而破功，最後死於棕熊之手。動畫僅於OVA登場。
船橋莊六
僅在對話中提及的逃犯，逃獄後死於夕張的礦坑坍塌事故中，屍體被江渡貝從墳中盜出並取下刺青，之後落入鶴見中尉手中。於公式書公布全名。
鈴川聖弘
配音：楠大典（日本）；林谷珍（台灣）
詐欺師，變裝達人。逃獄後變裝成高階政府官員，跑到樺戶監獄策畫了一次集體越獄，帶領逃獄犯強佔了一個阿依努部落，殺光了部落的男人，強迫部落女眷幫忙演戲，偽裝成阿伊努族的村長及村民，並強押擅長藝術的樺戶監獄囚犯熊岸長庵幫他們製造偽鈔。偽裝被衫元等人識破後，同夥被杉元肅清，鈴川因為身上有刺青被活捉，後被杉元強迫變裝成網走監獄的典獄長犬童，打算詐出被第七師團逮捕的白石，但遭鯉登少尉識破遭擊斃。
動畫版改成在白石被捉走後直接由土方引介出場。
角色原型取自詐欺師鈴木和弘。
坂本慶一郎
配音：山寺宏一（日本）
人稱活閃的強盜，據說一日就可以奔跑200公里。與其妻腹蛇阿銀組成鴛鴦大盜，因為專搶銀行而被稱為義賊，後失風被捕，以死刑犯的身分關進網走監獄。逃獄後與妻子重操舊業並誕下一嬰。在小樽被鶴見中尉用假刺青人皮引誘上鉤，試圖逃脫的途中被鶴見以機槍射殺。襁褓中的孩子被第七師團送給阿席莉帕的外婆撫養。
角色原型取自「稲妻強盗」阪本慶次郎。
姉畑支遁
配音：堀秀行（日本）
自稱學者，實際上是癡迷動物戀的心理變態，在北海道各地姦殺家畜，最後被牧場主活捉，毒打一頓之後交給警察，被投入網走監獄。逃獄後重操舊業，最後在強暴棕熊時因馬上風而死，刺青人皮被杉元剝下。動畫僅於OVA登場。
角色原型取自愛好自然與動物的作家歐尼斯特·湯普森·西頓。
都丹庵士

岩息舞治
配音：三宅健太（日本）；于正昌（台灣）
將打架鬥毆視為人生意義的怪人，特徵是很大的雙瞳，單論武力可和牛山不相上下，與二瓶同樣屬於刺青逃犯中對金砂和作惡不感興趣的人。逃獄後潛逃到樺太靠打斯千卡（一種俄式綜合格鬥運動）賭局為生，和杉元對決後，決定讓杉元拓下自己的刺青人皮。後來在流冰上被幾名俄羅斯人痛打時由杉元解圍，與燈塔夫婦的女兒斯特拉維亞展開前往莫斯科的冒險旅程，也因此成為少數未捲入金砂爭奪戰並生還的囚犯。
後來在俄羅斯遠東沿岸城市與索菲亞的小弟鬥毆，引出了索菲亞。剛開始不願意與女人對戰，直到被索菲亞重擊才改觀。兩人正在激鬥中被斯特拉維亞用槍聲打斷。婉拒了索菲亞的邀請後，透露阿席莉帕去小樽的資訊，使對方決定去找阿席莉帕。
角色原型取自英國傳奇囚犯查爾斯·布朗森。
土井新藏
配音：清川元夢、小野大輔〈青年時期〉（日本）；李景唐（台灣）
本名「用一郎」，人稱「人斬用一郎」的殺手。關押在網走監獄時為了照顧生病的妻子而逃獄，妻子過世後留在根室附近的捕魚場工作。老年因為嚴重失智症已經無法分清虛實，平時行動遲緩，但遇上昔日受害者遺族追捕時展露出高超劍術，最後和土方決鬥後死去。
角色原型取自岡田以藏，幕末四大人斬之一，人稱「人斬以藏」。
關谷輪一郎
配音：加瀨康之（日本）
原家畜獸醫師。一日與年幼的女兒牽手散步時遭晴天霹靂，女兒死亡，自己卻全身而退，從此醉心於宿命論，以毒藥考驗被害者的運氣，先後毒殺30人。原先企圖利用河豚毒毒害土方歲三以奪取其所有的刺青人皮，不料被土方服用烏頭破解，最後被土方斬殺。
角色原型取自埼玉愛犬家連續殺人事件主嫌關根元。
松田平太
配音：石田彰（日本）
擁有多重人格的逃犯，在一次墜崖意外中被杉元救起的淘金客。教導杉元與白石淘金知識，和有關白金的資訊，被兩人尊稱為「平太師傅」。因淘金天分，從小遭家人剝削虐待。聽聞愛奴族的瘟卡姆伊傳說後，被其扭曲人格支配並產生殺人衝動，將家人全數殺害。因為總是身披熊皮犯案而被稱為「道東的熊男」。在扭曲人格將其餘人格抹殺後與杉元交戰，最後僅存的表人格為阻止扭曲人格，而利用設下的陷阱自殺身亡。
角色原型取自知名多重人格犯罪者威廉·密里根。
大澤房太郎
配音：關智一（日本）
連環殺手的逃犯，外號「海賊房太郎」。出身於擁有14個家庭成員的大家庭，但由於家人全死於天花，渴望在南國的小海島建立屬於自己的國家，讓家人（國民）安居和傳頌他的事蹟。十分痛恨別人利用家庭作藉口欺騙他，被白石形容為「怕寂寞的人」。
與杉元一行人行動。在開膛手事件結束之際偷襲杉元與門倉並將阿席莉帕帶走。在酒廠先後鯉登、月島、杉元對峙，發現鶴見等人捉走阿席莉帕後，向杉元和白石轉述這項消息兼要求再度合作，三者從酒廠奪取札幌啤酒宣傳車解救阿席莉帕。房太郎駕車途中被鶴見方連開數槍身受重傷，死前懇求白石記住並流傳他的事蹟，將黃金埋藏地的情報告訴白石。
角色原型取自大澤房次郎，活躍於明治時代的強盜犯，擅長游泳而有「海賊房次郎」的稱呼。
麥可·奧斯卓
配音：三上哲（日本）
日本歷史上第一個外國籍死刑犯，國籍不明。在橫濱殺害妓女並將其開腸剖肚的殺人鬼，逃獄後在札幌繼續殺害妓女。其年齡與作案手法被啄木認為就是開膛手傑克本人。本身是妓女與王族的私生子，因為憎惡自己被妓女生下而持續殺害妓女。其言行幾乎讓阿席莉帕怒火攻心而打算用毒箭殺害之，但在最後被趕來的杉元以槍刃「開膛」露出腸子，從高樓墜下後被牛山一腳爆頭。
上地圭二
配音：檜山修之（日本）
誘拐兒童的殺人鬼。扮裝成蒙面的賣糖小販出場。因為從小家教甚嚴而有叛逆性格，為了「讓自己父親失望」而屢次毀容。在三方勢力於札幌大戰時亂入戰場，脫光衣物展示自己的刺青已經毀損，並宣布暗號永遠解不開（但就算刺青沒有集齊也能解開暗號）。然而此舉動卻仍遭眾人無視，最後從站立的煙囪失足墜落死亡，死前嘲笑著鏡子另一面如同父親模樣的自己。

### 日本軍人
劍持寅次
配音：内匠靖明／關根有咲〈童年時代〉（日本）；蔣鐵城（台灣）
已故，原日本陸軍第一師團士兵，杉元的摯友兼青梅竹馬。於日俄戰爭時陣亡前，將其同樣也是杉元青梅竹馬的妻子梅子託付給杉元。於公式書公布全名。
有坂成藏
配音：島田敏（日本）；蔣鐵城（台灣）
日本陸軍中將，武器開發天才，曾開發三十年式步槍等日本國產槍枝。因長年開發武器導致重聽。在鶴見的委託下，為二階堂開發了可作為槍枝發射子彈的腳部義肢，和關節收納筷子的手部義肢。
角色原型取自有坂成章，為日本三十年式步槍的開發者。
青山賢吉
配音：佐佐木啓夫（日本）；于正昌（台灣）
已故，原日本陸軍第一師團一等兵。阿仁又鬼，谷垣的妹婿，比谷垣大一歲。曾經跟谷垣一起組隊打獵，在山洞避暴風雪時吃了谷垣特製的金糬。成為谷垣的妹婿後，與谷垣的妹妹阿文住在深山中，谷垣的妹妹因染上天花而死，但種種因素使其被谷垣誤會為殺妹兇手，發誓要為妹妹報仇而加入軍隊。直到最後在203高地激戰時，犧牲自己為谷垣擋下俄軍的自殺攻擊，並在臨死前向谷垣道出妹妹死亡的真相才解開誤會，最後谷垣將特製金糬塞入其口中，使其辨認出自己，其最後含笑而終。
花澤幸次郎
配音：寶龜克壽（日本）；林谷珍（台灣）
已故，日本陸軍中將，原所屬第七師團師團長。軍人世家出身，尾形百之助與花澤勇作的親生父親。被發現在住所內切腹自殺，對外原因為不滿中央忽視戰績只將大量傷亡責任推給第七師團憤而自盡，事實上是在鶴見授意下被早年捨棄的親生兒子尾形所殺害，意圖使第七師團對中央不滿。
花澤勇作
配音：畠中祐（日本）；林谷珍（台灣）
已故，日本陸軍少尉，原所屬第七師團歩兵第27聯隊。尾形同父異母的弟弟，為正室所生。生性高潔，從小在備受呵護的環境下長大，不知人間險惡，並相信人性本善。在尾形眼中是「在雙親祝福下誕生的孩子」。在日俄戰爭時身為第七師團旗手，因父親交代必須維持戰場上偶像高潔形象所以不能殺人染血，也必須保持處子之身。曾經婉拒鶴見與尾形安排破壞形象的遊墎招妓，而自己也的確深信自已走在正確道路上，進而鼓舞第七師團的士氣。據尾形回憶，雖然勇作重視軍中紀律，但還是會違反上下關係紀律，稱呼下屬的尾形為兄長（使用的日文稱謂方式有下對上的意味）。天真無邪的對尾形表現善意與關心。在戰場夜間休戰時尾形意圖逼迫他殺俘虜污染形象，但勇作拒絕並說出父親的要求「唯有你不能染血」，讓尾形產生更強烈的自卑與被捨棄感，於是依照鶴見計畫在戰場上暗殺勇作，但尾形對於殺死勇作一事隱約感受到罪惡感，故常以幻覺姿態出現尾形眼前。
鯉登平二
配音：大川透（日本）；林谷珍（台灣）
日本海軍少將，大湊軍港部司令官。鯉登音之進的父親，薩摩出身的戰爭英雄。育有二子，長子海軍少尉鯉登平之丞在甲午黃海海戰中陣亡，次子即音之進。從鹿兒島剛搬到函館不久，音之進就被綁架，此時鶴見主動拜訪並請纓救出音之進，從此與鶴見成為莫逆之交。隨同鶴見中尉襲撃網走監獄時出動雷號驅逐艦。
在決戰中指揮海軍於後方支援砲撃，被後方的奇拉烏西等人以古董大砲直撃沉船。

### 網走監獄
犬童四郎助
配音：土師孝也（日本）；李景唐（台灣）
網走監獄典獄長，外號「紀律的魔鬼」。據門倉所述野篦坊每隔一段時間就會換牢房，但門倉已經破解換房順序，可以準確預測位置。兄長在箱館戰爭戰死，因此憎恨身為敵方領導人的土方，甚至為讓土方充滿屈辱，不惜陽奉陰違新政府的處決命令，在赴任網走監獄前還想辦法讓土方從原本的月形樺戶集治監移監至該地，使他能永遠監視土方。
提前收到鶴見要搶走野篦坊的情報，下令門倉將作為臥底的宇佐美處理掉，並在網走監獄佈下天羅地網。將野篦坊秘密轉移到教誨堂內，又製造一個替身代替野篦坊進牢房。面對來襲的土方，用鐵鍊綁住彼此，拔出佩刀逼其對決，決鬥最後落敗並被土方斬首。
原型為日本獄政改革家有馬四郎助。
門倉利運

野篦坊
配音：東地宏樹、相馬康一〔冒牌〕（日本）；劉傑、李景唐〔冒牌〕（台灣）
本名不詳，網走監獄「第弐拾四房」收容的死刑犯。整個頭部皮膚因為不明原因被剝除，五官盡毀，因此被稱為「野篦坊」（在日本神話中，野篦坊是一種沒有五官的妖怪）。
據傳十數年前劫殺了阿伊努人為了購買武器秘密開採的大量沙金，藏起沙金後在支笏湖遭到逮捕，看守的官員為了拷問沙金的埋藏地而挑斷了他的腳筋以免其逃跑。以「逃獄成功後可以獲得半數沙金」為誘餌，野篦坊將沙金的所在地轉換成暗號，以刺青的形式刺在了二十四名死刑犯身上。
但大部分囚犯並不知情，刺青只有將皮剝下來組合，暗號才會完整，在囚犯逃獄後，他們身上的刺青人皮成了所有追尋沙金勢力的目標。對外宣稱沙金的數量是二十貫，只對目標一致的土方告知了真實的數量，沙金的總數是兩萬貫（約75噸，以2015年的匯率換算約為8千億日幣）。
其真實身分是阿席莉帕的父親威魯克。希望阿伊努人復興，並將阿席莉帕視為復興的希望。在攻進監獄後杉元成功見到他，而遠方的阿席莉帕，透過望遠鏡證實確實為她的父親。在即將提到解謎的關鍵時，在奇羅藍克的授意之下被尾形狙殺，屍體被鶴見帶走。

### 阿伊努族
威魯克（阿伊努語/波蘭語：Wilk）
配音：東地宏樹（日本）；劉傑（台灣）
阿席莉帕的父親，俄羅斯遠東少數民族的游擊隊員。樣貌特徵除斯拉夫人的藍眼，面容帶有撕裂傷痕(暗殺沙皇時為炸彈所傷)。
據茵卡拉瑪所述是波蘭父親與庫頁島愛努母親所生下的混血兒，名字在波蘭語意思是「狼」。從小接受波蘭基督教教育，所以對愛努文化較陌生。被阿席莉帕的母親取愛努名為「霍克烏歐寇尼」，意為「向狼看齊」。威魯克只將這名字告訴阿席莉帕，後成為解開人皮暗號的關鍵。
年輕時曾與奇羅藍克暗殺俄國沙皇亞歷山大二世，也曾與奇羅藍克、蘇菲亞在海參崴流亡與學習日語。執行任務時果斷凶狠，甚至會為了躲開追捕而殺害已經重傷的同伴。
後來受茵卡拉瑪影響，愛上北海道愛努文化，留在當地建立家庭，指導女兒阿席莉帕愛奴文化與狩獵技能。
傳聞被野篦坊殺死，但真實身分就是野篦坊本人。由於與族人討論黃金分配時發生爭執引起互相殘殺，為避免黃金遭各方覬覦，不惜剝下自己的臉皮套上族人屍體頭顱詐死逃逸（也挖掉其他族人屍體眼球避免被認出）。
呼奇（阿伊努語：Huci）
配音：一城美由希（日本）；陳筱寧（台灣）
阿席莉帕的外祖母，不會說日語，有需要的話會由阿席莉帕或奧索瑪擔任翻譯。擁有豐富的接生經驗，能透過撫摸產婦腹部判讀胎兒的性別，曾經親自接生阿席莉帕。深信夢境帶來的預兆。曾經在接待杉元時表示阿席莉帕因為不擅編織等阿伊努族傳統女性的技能，在族裡難以尋親，委婉暗示將阿席莉帕託付給杉元。後由於接待照料被阿席莉帕帶來療傷的谷垣，被谷垣視為恩人。
結局健在，扶養坂本慶一郎和和蝮蛇阿銀的孩子。
阿席莉帕的母親
本名不詳，呼奇的女兒，威魯克的妻子。數年前因病早逝，呼奇曾在她病故前夢見熊群為其送行，並以此為預兆。
奧索瑪（阿伊努語：Osoma）
配音：朝井彩加（日本）；孫欣瑜（台灣）
阿席莉帕的表妹，本名未決定，奧索瑪是小名，在阿伊努語中的意思是「大便」。
馬卡納庫魯（阿伊努語：Makanakkuru）
配音：斧篤志（日本）；劉傑（台灣）
阿席莉帕的舅舅，奧索瑪的父親。
奇拉烏西

艾諾諾卡（阿伊努語：Enonoka）
配音：市之瀨加那（日本）；陳筱寧（台灣）
居住在樺太地區的小女孩。名字的意思是「越橘」，源於有一次吃越橘吃到吐。

### 俄羅斯人
威魯克

奇羅藍克

蘇菲亞‧哥爾登漢特（俄語：София Золотая Рука，其他譯名：索菲亞‧黃金手）
配音：齊藤貴美子、湯屋敦子〈年輕時期〉（日本）；許淑嬪（台灣）
女義賊，出身俄羅斯貴族（因此會說一些法語詞彙），過去與威魯克和奇羅藍克熟識並認同其理念，曾一起流亡於海參崴，也認識化名長谷川擔任間諜的鶴見，而懂一些日語（因為沒興趣學而不熟練）。喜歡威魯克，但在一次戰鬥中疑似不幸誤殺鶴見的妻女，認定自己沒有獲得幸福的資格，和威魯克訣別，後被關押在亞港監獄。
在與威魯克和奇羅藍克共同行動的回憶中是名身材勻稱的美女，現在判若兩人的壯碩而粗曠（也有缺牙），但依然被偏好豐滿女性的奇羅藍克視為好女人。雖身處監獄，情報相當的靈通。收到奇羅蘭克的信不久，就知道對方殺了威魯克。後來在俄羅斯遠東沿海城市組織隊伍，遇到前來挑戰的岩息與斯維特拉娜。欣賞岩息邀請其加入，但被對方婉拒。從岩息口中得知阿席利帕去了小樽，決定追過去，但因為失算遭到壓制而與阿席利帕被帶到教堂審問，得知當年的長谷川即鶴見本人，以及誤殺長谷川妻兒的人其實是威魯克。杉元成功救出阿席利帕後率領夥伴來五稜郭支援，並掩護阿席利帕從鶴見手中逃脫，然而最終仍不敵對長谷川的罪惡感，出手慢了半拍，遭鶴見槍殺身亡。死前得到鶴見的原諒，慰嘆而終。
伊利亞
配音：堀總士郎（日本）；李景唐（台灣）
俄羅斯帝國所屬，国境警備隊士兵，瓦西里在日俄戰爭時期的戰友，在國境時被尾形狙擊到腹部，最終失血過多而亡。
斯維特拉娜（俄語：Светлана）
配音：渡邊彌咲（日本）；孫欣瑜（台灣）
在樺太燈塔夫婦的女兒，由於日俄戰爭時被敵方帶走。而本人其實是自願離家的，因為嚮往大城市，在樺太和月島等人相遇後，和岩息踏上旅程。
菲娜
配音：Lynn（日本）；孫欣瑜（台灣）
住在海參崴的俄羅斯人，與日籍攝影師長谷川幸一（真實身分為日軍間諜的鶴見篤四郎）結婚並育有一個女兒奧莉佳。在祕密警察即將前來搜捕間諜的長谷川（鶴見）時，長谷川讓菲娜與奧莉佳回老家，但回家路途中因發現威魯克等人是通緝犯，擔心長谷川的菲娜回去後遇到兩方交戰，並被威魯克的流彈擊中，與女兒奧莉佳二人皆傷重不治。死後與女兒的指骨被鶴見咬下留存作為紀念。

### 其他角色
劍持梅子
原名柿岐梅子，杉元和寅次的青梅竹馬，本身對杉元有好感，因為杉元害怕自己可能罹患結核病，所以決心跟她劃清界線，在杉元的勸說下決定嫁給寅次，並育有一子寅太次。因為眼疾的關係，視力愈來愈差，杉元找尋黃金就是想治療她的疾病。於公式書公布全名。
寅次過世後，與一名富有善良的男子再婚並經營花店維生，眼疾也得到醫治。與杉元重逢後，從他的手裡取得部分黃金。
澀川善次郎
配音：新垣樽助（日本）；于正昌（台灣）
從樺戶監獄脫逃的盜賊團頭目，因為不願意和土方合作，最後遭土方殲滅。
托馬斯
配音：梅津秀行（日本）；于正昌（台灣）
武器商人，在港町協助鶴見和月島將武器引進第七師團。
日泥保
配音：飛田展男（日本）
茨戸鯡魚場的老闆，經營一間賭場，但因為是日泥家的入贅女婿，實際掌權者為其妻子所管理。知道自己無法讓小妾生孕且孩子是兒子的後憤而以釘耙殺害妻子，最後在想殺死兒子前被尾形狙殺。動畫版僅於OVA中登場。
日泥保的妻子
配音：橘U子（日本）
茨戸鯡魚場的實際掌權者。冷酷无情的守财奴，可以为了钱连家人都轻易舍弃。装作和马吉交易的样子，欺骗包括丈夫和儿子在内的所有人，但是在要把藏在放火的番屋里的刺青人皮搬出來的时候，嘲讽丈夫说小妾千代子怀的孩子实则是儿子新平的而非他的，最終被憤怒的丈夫持釘耙殺害。動畫版僅於OVA中登場。
日泥新平
配音：上田燿司（日本）
日泥保的養子，性格軟弱的青年，與父親的小妾·之間有一個孩子。在茨戸抗争將被父親意圖殺害時後被尾形所救，抗争終結與千代子離開茨戸。動畫版僅於OVA中登場。
千代子
配音：大地葉（日本）
日泥保的小妾，和其兒子之間有一個孩子。動畫版僅於OVA中登場。
久壽田馬吉
配音：高木涉（日本）
原為日泥勢力的屬下，因為不滿日泥將賭場傳給兒子而自立門戶，在茨戸抗争中最後被永倉斬殺。動畫版僅於OVA中登場。
江尻又助
配音：武虎（日本）
茨戸分署署長，與久壽田勢力狼狽為奸，在茨戸抗争中企圖趁亂奪走刺青人皮時被土方射殺。動畫版僅於OVA中登場。
山本
配音：柳田淳一（日本）；李景唐（台灣）
開在茨戸的「山本理髪店」店主，曾替尾形理頭髮，在茨戸抗争被捲入其中。
艾迪‧丹
配音：金尾哲夫（日本）
經營牧場的美國人，擁有呼奇家傳的海豹皮衣。動畫版僅於OVA中登場。
仲澤達彌
配音：田中秀幸（日本）
若山的小弟，擅長搖盅，與若山輝一郎互相相愛，最後死於棕熊之手。動畫版僅於OVA中登場。
江渡貝彌作
配音：内田雄馬（日本）；于正昌（台灣）
江渡貝剝製所的職人，會盜屍作人皮標本，對了解並欣賞其癖好的鶴見中尉抱持病態般的崇拜，在製造假刺青人皮完後，追擊戰中遭遇礦難身亡，在死前拜託月島軍曹告訴鶴見中尉如何分辨真偽的刺青人皮。
角色原型取自美國連環殺手艾德·蓋恩。
熊岸長庵
配音：古川登志夫（日本）
偽鈔犯，被鈴川聖弘從樺戶監獄救出後被迫留在鈴川一夥聚集的愛奴村內協助其製造偽鈔，在杉元等人與其交戰時身中毒箭而亡。動畫版僅於OVA中登場。
角色原型取自熊坂長庵。
蝮蛇阿銀
配音：三石琴乃（日本）
坂本慶一郎的妻子，利用鑿子殺害旅人奪取財物的女性強盜殺人犯。和第七師團交戰時被鯉登斬首，被切下來的頭顱仍緊咬著鶴見。
角色原型取自「日本三大盗賊」鬼神阿松和邦妮·派克（美國知名鴛鴦大盜）。
阿文
配音：淺野真澄（日本）；孫欣瑜（台灣）
谷垣源次郎的妹妹，與青山賢吉結婚，後染上天花，請求賢吉在傳染擴散之前了結自己的性命。
石川啄木
配音：鳥海浩輔（日本）
原型為現實存在的同名詩人，本作為小樽報社記者。性格好色。幫助杉元與土方一行識破麥可·奧斯卓的犯罪手法。
田本研造
配音：津田英三（日本）；李景唐（台灣）
現實存在的攝影師，受土方委託幫主角群拍照。
長吉
配音：田村睦心（日本）；許淑嬪（台灣）
馬戲團「山田一座」中表演驚險雜技的演員。
山田座長
配音：辻親八（日本）；蔣鐵城（台灣）
馬戲團「山田一座」的座長（團長）。真實身分為原陸軍將校的間諜。
山田 富美江
配音：松本和香子（日本）；許淑嬪（台灣）
馬戲團「山田一座」的舞蹈家、少女團的指導老師。真實身分為間諜山田的助手。
紅子
配音：本泉莉奈（日本）；孫欣瑜（台灣）
馬戲團「山田一座」中少女團成員。
榎本武揚
現實存在的同名人物。土方歲三的昔日戰友，後投誠明治政府。結局時接收杉元與阿席利帕帶來的愛奴土地權狀摹本。

### 動物
雷塔拉（阿伊努語：Retar）
被認定已經絕滅的「最後的蝦夷狼」，有著漂亮白銀色毛皮，守護在阿席莉帕身旁。成長後從阿席莉帕身邊離開並組織了家庭。
為免牠們再受人類影響，阿席莉帕決定不再呼喚雷塔拉出來，之後不再登場。
龍
原狩獵道犬，原為二瓶鐵造的忠犬。
最後作為領頭雪橇犬留在樺太。

## 創作構想
作者野田智的上部作品《SUPINAMARADA！》是他當了將近十年的助手生活后的第一部作品，由於沒有受到讀者的反響，被主編以「不想讓你浪費時間」為由，最終連載結束僅出了6卷單行本。經過這次的經驗反思，將創作熱情化為動力開始時就有下部作品製作動機。
因為作者的曾祖父是一名被派往日俄戰爭的屯田兵，並有一段時間想畫與此相關的作品，從負責的編輯那裡被邀請參加「以北海道為舞台定居的獵師的作品」主角設計為從日俄戰爭回歸的士兵並以「狩獵漫畫」為構想故事，如果只有狩獵為主題的畫看起來只是一個短篇故事，作者並融入自身感興趣的歷史故事，同時開始探索各種主題如「熊害」、「土方歲三」、「逃獄王」、「埋藏黃金傳說」、「阿伊努文化」等並將其融入故事，並決定完成這項工作。
特別是關於阿伊努人的描繪，由於到目前為止很少受到因被漫畫內容所吸引的人，認為這對讀者來說是新鮮的，而且在取材過程中合作的阿伊努人被期待描寫「不是可憐的阿伊努，而是強大的阿伊努」，並有期待和信心讓讀者接受這是「明朗且有趣的阿伊努」，而不是受到迫害和歧視等等黑暗背景的阿伊努。關於料理相關要素很強，在作品構想初期主題是狩獵，在捕捉獵物的同時認為描繪烹飪料理是必然的要素。
本作的背景資料是作者在連載開始前親身取材自居住在北海道的攝影師兄妹的攝影作品。

## 出版書籍
| 卷數 | 集英社         | 集英社                                        | 尖端出版       | 尖端出版                                                    |
| 卷數 | 發售日期       | ISBN                                          | 發售日期       | ISBN                                                        |
| ---- | -------------- | --------------------------------------------- | -------------- | ----------------------------------------------------------- |
| 1    | 2015年1月24日  | ISBN 978-4-08-890082-7                        | 2016年1月29日  | ISBN 978-957-10-6392-8                                      |
| 2    | 2015年2月24日  | ISBN 978-4-08-890105-3                        | 2016年1月29日  | ISBN 978-957-10-6393-5                                      |
| 3    | 2015年5月24日  | ISBN 978-4-08-890192-3                        | 2016年4月19日  | ISBN 978-957-10-6543-4                                      |
| 4    | 2015年8月24日  | ISBN 978-4-08-890240-1                        | 2016年6月6日   | ISBN 978-957-10-6746-9                                      |
| 5    | 2015年12月23日 | ISBN 978-4-08-890325-5                        | 2016年8月3日   | ISBN 978-957-10-6785-8                                      |
| 6    | 2016年3月23日  | ISBN 978-4-08-890372-9                        | 2016年9月12日  | ISBN 978-957-10-6882-4                                      |
| 7    | 2016年4月24日  | ISBN 978-4-08-890451-1                        | 2016年11月22日 | ISBN 978-957-10-7041-4                                      |
| 8    | 2016年8月24日  | ISBN 978-4-08-890493-1                        | 2017年1月18日  | ISBN 978-957-10-7188-6                                      |
| 9    | 2016年11月23日 | ISBN 978-4-08-890554-9                        | 2017年5月31日  | ISBN 978-957-10-7288-3                                      |
| 10   | 2017年3月17日  | ISBN 978-4-08-890589-1                        | 2017年8月30日  | ISBN 978-957-10-7579-2                                      |
| 11   | 2017年8月18日  | ISBN 978-4-08-890639-3                        | 2018年2月6日   | ISBN 978-957-10-7816-8                                      |
| 12   | 2017年12月19日 | ISBN 978-4-08-890779-6                        | 2018年5月4日   | ISBN 978-957-10-8085-7                                      |
| 13   | 2018年3月19日  | ISBN 978-4-08-890888-5                        | 2018年7月6日   | ISBN 978-957-10-8233-2                                      |
| 14   | 2018年6月19日  | ISBN 978-4-08-891048-2                        | 2018年12月28日 | ISBN 978-957-10-8469-5                                      |
| 15   | 2018年9月19日  | ISBN 978-4-08-891098-7 ISBN 978-4-08-908315-4 | 2019年5月3日   | ISBN 978-957-10-8538-8                                      |
| 16   | 2018年12月19日 | ISBN 978-4-08-891176-2                        | 2019年8月27日  | ISBN 978-957-10-8683-5                                      |
| 17   | 2019年3月19日  | ISBN 978-4-08-891229-5 ISBN 978-4-08-908356-7 | 2020年6月11日  | ISBN 978-957-10-8963-8                                      |
| 18   | 2019年6月19日  | ISBN 978-4-08-891334-6                        | 2020年10月14日 | ISBN 978-957-10-9133-4                                      |
| 19   | 2019年9月19日  | ISBN 978-4-08-891368-1 ISBN 978-4-08-908358-1 | 2020年11月17日 | ISBN 978-957-10-9174-7                                      |
| 20   | 2019年12月19日 | ISBN 978-4-08-891437-4                        | 2021年4月15日  | ISBN 978-957-10-9591-2                                      |
| 21   | 2020年3月19日  | ISBN 978-4-08-891501-2                        | 2021年5月19日  | ISBN 978-957-10-9742-8                                      |
| 22   | 2020年6月19日  | ISBN 978-4-08-891582-1                        | 2021年6月11日  | ISBN 978-626-30-2715-2                                      |
| 23   | 2020年9月18日  | ISBN 978-4-08-891704-7 ISBN 978-4-08-908375-8 | 2021年9月16日  | ISBN 978-626-31-6039-2                                      |
| 24   | 2020年12月18日 | ISBN 978-4-08-891737-5                        | 2021年12月16日 | ISBN 978-626-31-6293-8                                      |
| 25   | 2021年3月18日  | ISBN 978-4-08-891813-6                        | 2022年3月16日  | ISBN 978-626-31-6567-0                                      |
| 26   | 2021年6月18日  | ISBN 978-4-08-892011-5                        | 2022年7月12日  | ISBN 978-626-33-8064-6                                      |
| 27   | 2021年9月17日  | ISBN 978-4-08-892074-0                        | 2022年10月14日 | ISBN 978-626-33-8500-9                                      |
| 28   | 2021年12月17日 | ISBN 978-4-08-892162-4                        | 2022年12月15日 | ISBN 978-626-33-8814-7                                      |
| 29   | 2022年4月19日  | ISBN 978-4-08-892243-0                        | 2023年3月23日  | ISBN 978-626-35-6325-4                                      |
| 30   | 2022年6月17日  | ISBN 978-4-08-892294-2                        | 2023年5月12日  | ISBN 978-626-35-6571-5                                      |
| 31   | 2022年7月19日  | ISBN 978-4-08-892370-3                        | 2023年10月12日 | ISBN 978-626-35-6999-7 ISBN 4717702295622（完結紀念特裝版） |

## 電視動畫
|              | 第一季                 | 第二季                 | 第三季                 | 第四季                 |
| ------------ | ---------------------- | ---------------------- | ---------------------- | ---------------------- |
| 原作         | 野田智                 | 野田智                 | 野田智                 | 野田智                 |
| 總導演       | 不適用                 | 不適用                 | 不適用                 | 菅原靜貴               |
| 監督         | 難波日登志             | 難波日登志             | 難波日登志             |                        |
| 助監督       | 川越崇弘               | 川越崇弘               | 川越崇弘               |                        |
| 系列構成     | 高木登                 | 高木登                 | 高木登                 | 高木登                 |
| 人物設定     | 大貫健一               | 大貫健一               | 大貫健一               | 山川拓己               |
| 主動畫師     | 羽山淳一               | 羽山淳一               | 羽山淳一               |                        |
| 槍火器設定   | 渡辺浩二               | 渡辺浩二               | 渡辺浩二               |                        |
| 輔助設定     | 浅沼信也               | 浅沼信也               | 渡辺浩二               |                        |
| 動物設定     | 墨佳遼                 | 墨佳遼                 | 廣江啓輔               |                        |
| 美術導演     | 森川篤                 | 森川篤                 | 森川篤                 |                        |
| 美術設定     | 大久保知江             | 大久保知江             | 大久保知江             |                        |
| 色彩設計     | 茂木孝浩               | 茂木孝浩               | 茂木孝浩               |                        |
| 攝影導演     | 戸澤雄一郎             | 戸澤雄一郎             | 長田雄一郎             |                        |
| CG導演       | 奥村優子、濱田康平     | 奥村優子、濱田康平     | 宍戸光太郎             |                        |
| 編集         | 定松剛                 | 定松剛                 | 定松剛                 |                        |
| 音響導演     | 明田川仁               | 明田川仁               | 明田川仁               |                        |
| 阿伊努語監修 | 中川裕                 | 中川裕                 | 中川裕                 |                        |
| 俄羅斯語監修 | 不適用                 | 不適用                 | Eugenio Uzhinin        |                        |
| 音樂         | 末廣健一郎             | 末廣健一郎             | 末廣健一郎             |                        |
| 音樂制作     | NBC環球娛樂            | NBC環球娛樂            | NBC環球娛樂            |                        |
| 動畫製作     | GENO STUDIO INC        | GENO STUDIO INC        | GENO STUDIO INC        | Brain's Base           |
| 製作         | 「黃金神威製作委員會」 | 「黃金神威製作委員會」 | 「黃金神威製作委員會」 | 「黃金神威製作委員會」 |

電視動畫於2018年春季播放第一季（全12集），2018年秋季播放第二季（全12集）。2020年秋季播放第三季（全12集）。
電視動畫第四期於2021年12月5日宣佈製作決定，於2022年10月3日播出，製作公司更換為Brain's Base。但受主要製作人員之一於2022年11月1日去世影響，第43~49話延期播出。2022年12月9日，宣佈動畫第4期的剩餘集數第43~49話於2023年5月15日重新播出。直到6月26日播畢，全13話。在播畢當天宣佈《黃金神威》動畫最終章（第五期）決定製作！
另外在電視播放完後會在Youtube期間限定公開的極短篇動畫「黃金道畫劇場」。
此外另有四集OVA，以DVD同梱版分別收錄於原作單行本第15卷、第17卷、第19卷、第23卷，內容主要為電視動畫中被刪除的漫畫尺度劇情。
一系列動畫旁白由立木文彦擔任。

### 製作
在確定交由難波日登志擔綱導演後，因原作尺度關係，原作者曾和導演說過「動畫對漫畫的還原能做到多少就做到多少」，所以在這次也表明將和工作人員一同挑戰電視播映尺度，還原本著最大限度原著的理念開展操作充滿精神的挑戰。其執導方針是在追求真實感的同時，用動畫特有的誇張動態，展現富於衝擊力的畫面效果。此外，製作動畫時與原作者野田智有不少的交流，從劇本、設定、到分鏡都經由老師一一過目。
至於本劇的色彩運用，繪畫方面交由美術監督森川篤繪製，用色方面交由色彩設計茂木孝浩，並選用與作品世界觀契合的色彩，無論軍裝、阿伊努服飾等小配件，均是參考實物並根據實際而精心調配。實際作畫前製片方派遣外景組前去北海道進行實地取材，分別造訪小樽、札幌、旭川、網走等故事中出現的主要舞台。還造訪保存有陸軍第七師團資料的旭川的北鎮紀念館，以及網走監獄等。也前往阿伊努族居住的二風谷，並抵達寇坦部落白老，向在地民眾詢問阿伊努人的生活習俗，還借來其生活用具。此外，無論外景組走到哪裡都受到部門的熱情接待與積極協助，且在地人都知道本作品，聽聞本作即將製成動畫，在地人都相當興奮。
配樂部分交由末廣健一郎製作，為音響監督明田川仁所推舉薦，並遵照導演給出的難題「儘可能的添加土著元素及民族風情下，為配合角色華麗瀟洒的打戲，還要帶有西洋音樂的曲風」，最後奉上本作豐富且帶複雜味的曲風。在演奏阿伊努樂曲時使用其族群的樂器，並採取往各類曲風中穿插阿伊努元素的做法最終，本作總曲數有多達50首的配樂。

### 配音
導演要求聲優們的演技以自由發揮來配音，挑選聲優的主要基準是按照監督對角色印象而定下。兩位主角們由小林親弘飾演杉元佐一、白石晴香飾演阿席莉帕，在正式錄製前導演為二人打氣並向他們指示，認為他們自身的氣場與角色相當匹配，所以僅管放心自由飾演。
但初期錄音時兩人對角色的拿捏還不到火候，顯得有些游移不定。而阿席莉帕此角色還需要講阿伊努語，白石晴香還額外做了很久特訓。過後逐漸的放鬆狀態，使得兩人越來越融入角色性格。
大塚芳忠飾演的鶴見中尉，將鶴見其怪異偏激兇殘的一面詮釋得入木三分，更令主角們搶鏡。而土方歲三在中田讓治的演繹下，不僅活靈活現，亦充分體現出老而彌堅的人物特質。此外，其在推特上發出飾演土方一角之推文，轉推量也頗為驚人。這讓導演監督慶幸自己沒有選錯人。

### 主題曲
片頭曲
（第1話－第12話）
作詞：Kamikaze Boy, Jean-Ken Johnny／作曲：Kamikaze Boy／編曲：MAN WITH A MISSION、Kohsuke Oshima／主唱：MAN WITH A MISSION
第1話作為片尾曲使用。
（第13話－第24話）
作詞：Sayuri&Hiro／作曲：Sayuri&sho／編曲：MY FIRST STORY／主唱：Sayuri×MY FIRST STORY
第13話、第24話作為片尾曲使用。
（第25話－第36話）
作詞：FOMARE／作曲：FOMARE／編曲：FOMARE／主唱：FOMARE
（第37話－第49話）
作詞：LUTHFI,LEO,Mummy-D／作曲：LEO／編曲：ALI，Ryo, 'LEFTY' Miyata／Rapper：Mummy-D／主唱：ALI
片尾曲
「Hibana」（第2話－第12話）
作詞：Ray／作曲：Reiji／編曲：Reiji&Tsuyoshi Sato／主唱：THE SIXTH LIE
（第14話－第23話）
作詞：吉野寿／作曲・編曲・主唱：Eastern Youth
「融雪」（第25話－第36話）
作詞：Ray／作曲：Reiji／編曲：Reiji&Tsuyoshi Sato／主唱：THE SIXTH LIE
「すべてがそこにありますように。」（第37話－第49話）
作詞・作曲・編曲・主唱：THE SPELLBOUND

### 劇集列表
| 話數       | 日文標題 | 中文標題                 | 劇本         | 分鏡       | 演出                                 | 作畫監督                                                              | 原作對應話數                         |
| 第一季     | 第一季   | 第一季                   | 第一季       | 第一季     | 第一季                               | 第一季                                                                | 第一季                               |
| ---------- | -------- | ------------------------ | ------------ | ---------- | ------------------------------------ | --------------------------------------------------------------------- | ------------------------------------ |
| 第一話     |          | 墮落的惡神               | 高木登       |            | 川越崇弘                             | 羽山淳一、小園菜穗                                                    | 1～2                                 |
| 第二話     |          | 野篦坊                   | 高木登       | 粟井重紀   | 西道拓哉、松下純子、櫻井拓郎、鎌田均 | 3～7                                                                  |                                      |
| 第三話     |          | 神明的住處               | 高木登       | 二宮壯史   | 深瀨重                               | 德岡紘平                                                              | 8～12                                |
| 第四話     |          | 死神                     | 入江信吾     | 神田宮奈   | 小野田雄亮                           | 山中正博、上西麻耶                                                    | 13～17                               |
| 第五話     |          | 奔馳                     | 柳井祥緒     | 鳥羽聰     | 鳥羽聰                               | 飯飼一幸、八木元喜                                                    | 18～22                               |
| 第六話     |          | 獵師之魂                 | 吉永亞矢     | 西村聰     | 白石道太                             | 和田高明、岩田幸大、羽山淳一 宮西多麻子、日向正樹                     | 23～27                               |
| 第七話     |          | 錯綜                     | イシノアツオ | 東出太     | 江上潔                               | 伊藤裕次、中村勝利                                                    | 28～31、33                           |
| 第八話     |          | 殺人鬼的眼神             | 入江信吾     | 三條なみみ | 古賀一臣                             | 關口雅浩、浦野達也                                                    | 34、36～39                           |
| 第九話     |          | 閃耀                     | 吉永亞矢     | 沖田宮奈   | 深賴重                               | 日向正樹、袴田裕二                                                    | 40～44                               |
| 第十話     |          | 同路人                   | 谷村大四郎   | 沖田宮奈   | 白石道太                             | 大西秀明、山本美佳、八木元喜                                          | 45～50                               |
| 第十一話   |          | 暗殺旅館全員集合！！     | 入江信吾     | 神谷智大   | 平田豐                               | 小園菜穗、平野繪美                                                    | 50～54                               |
| 第十二話   |          | 狡詐之狐                 | 高木登       | 鳥羽聰     | 鳥羽聰                               | 和田高明、山中正博、上西麻耶                                          | 55、59～63、70                       |
| 第二季     |          |                          |              |            |                                      |                                                                       |                                      |
| 第十三話   |          | 江渡貝老弟               | 高木登       | 沖田宮奈   | 三好正人                             | 宮西多麻子、岩田幸大、上西麻耶                                        | 70～74、76                           |
| 第十四話   |          | 贗品                     | 吉永亞矢     | 江上潔     | 江上潔                               | 中村勝利、伊藤裕次                                                    | 77～81                               |
| 第十五話   |          | 聊聊過去吧               | 高木登       | 森健       | 中川聰                               | 山中正博、蘆屋耕平                                                    | 81～83、85、87～90                   |
| 第十六話   |          | 潛入旭川第七師團行動！！ | 高木登       | 石川健朝   | 石川健朝                             | 日向正樹                                                              | 91～95、97                           |
| 第十七話   |          | 肚子裡頭                 | 吉永亞矢     | 沖田宮奈   | 深瀬重                               | 八木元喜、和田高明、平野繪美                                          | 97～100                              |
| 第十八話   |          | 阿仁之子                 | 吉永亞矢     | 鳥羽聰     | 鳥羽聰                               | 小園菜穂                                                              | 75～76、101～102、108                |
| 第十九話   |          | 送神之宴                 | 吉永亞矢     | 沖田宮奈   | 鈴木卓夫                             | 内田裕                                                                | 108～109、87、111 113～114、101、103 |
| 第二十話   |          | 藍眼睛                   | 入江信吾     | 東出太     | 東出太                               | 東出太                                                                | 115～119                             |
| 第二十一話 |          | 奇襲之聲                 | 吉永亞矢     | 龜井幹太   | 深瀨重                               | 日向正樹、宮西多麻子                                                  | 118～124                             |
| 第二十二話 |          | 在新月之夜               | 谷村大四郎   | 江上潔     | 江上潔                               | 中村勝利、兵渡勝、尾形健一郎                                          | 125～131                             |
| 第二十三話 |          | 蹂躪                     | 高木登       | 森健       | 三好正人 石川健朝                    | 上西麻耶、八木元喜、山中正博、日向正樹 蘆谷耕平、大西秀明、宮西多麻子 | 131～136                             |
| 第二十四話 |          | 呼應                     | 高木登       | 三條なみみ | 深賴重                               | 和田高明、小園菜穗、平野繪美                                          | 135～139                             |
| 第三季     |          |                          |              |            |                                      |                                                                       |                                      |
| 第二十五話 |          | 去樺太                   | 高木登       | 三條なみみ | 平田豊                               | 平野繪美、武内啓                                                      | 140～143                             |
| 第二十六話 |          | 斯千卡                   | 入江信吾     | 安藤真裕   | 深瀨重                               | 宮西多麻子                                                            | 144～147                             |
| 第二十七話 |          | 伊古草                   | 吉永亞矢     | 三條なみみ | 鳥羽聰                               | 日向正樹                                                              | 148～150                             |
| 第二十八話 |          | 不死之身杉元剖腹表演     | 入江信吾     | 安藤真裕   | 森田侑希                             | 吉田雄一、岡崎洋美、平山円、服部憲知                                  | 154～158                             |
| 第二十九話 |          | 國境                     | 谷村大四郎   | 清水ヒロ   | 平田豊                               | 日向正樹、大塚多恵子、武内啓                                          | 151、159～162                        |
| 第三十話   |          | 惡兆                     | 吉永亞矢     | 菅沼榮治   | 深瀬重                               | 平野繪美                                                              | 163～166                             |
| 第三十一話 |          | 梅可奧亞希               | 高木登       | 大倉雅彦   | 鈴木薫                               | 日向正樹、早坂皐月                                                    | 166～169                             |
| 第三十二話 |          | 人斬                     | 谷村大四郎   | 安藤真裕   | 鳥羽聰                               | 徳田賢朗                                                              | 151～154                             |
| 第三十三話 |          | 革命家                   | 吉永亞矢     | 熊膳貴志   | 熊膳貴志                             | 梅津茜、宮西多麻子                                                    | 176～179                             |
| 第三十四話 |          | 趕上了狼                 | 入江信吾     | 左藤洋二   | 左藤洋二                             | 村田睦明、辻村幸輝、梁炳吉                                            | 180～184                             |
| 第三十五話 |          | 罪污                     | 谷村大四郎   | 西村聰     | 深瀬重                               | 平野繪美、徳田賢朗                                                    | 185～189                             |
| 第三十六話 |          | 活著                     | 高木登       | 三條なみみ | 平田豊                               | 日向正樹、徳田賢朗、宮西多麻子、高橋斐子                              | 190～191、196～197、200、部分原創    |
| 第四季     |          |                          |              |            |                                      |                                                                       |                                      |
| 第三十七話 |          | 再見了俄羅斯             | 高木登       | 大原實     | すがはらしずたか                     | 山川拓己                                                              |                                      |
| 第三十八話 |          | 繭                       | 高木登       | 大原實     | 山内東生雄                           | 相坂ナオキ                                                            |                                      |
| 第三十九話 |          | 硫磺的氣味               | 高木登       | 大原實     | 山内東生雄                           | 山本美佳、壽恵理子                                                    |                                      |
| 第四十話   |          | 少爺                     | 吉永亞矢     | 大原實     | ふじいたかふみ                       | 山川拓己、壽恵理子                                                    |                                      |
| 第四十一話 |          | 電影放映機               | 入江信吾     | 村田雅彥   | 山内東生雄                           | 山本美香、、本橋秀之、、工藤公聖                                      |                                      |
| 第四十二話 |          | 甜蜜的謊言               | 谷村大四郎   | 村田雅彥   | 砂土原武之                           | 山川拓己、、久恒直樹、吉原嘉奈子、二瓶令暁、壽恵理子                  |                                      |
| 第四十三話 |          | 逃出樺太                 | 高木登       | 村田雅彥   | 山內東生雄                           | 山川拓己、、吉原嘉奈子、壽恵理子                                      |                                      |
| 第四十四話 |          | 棕熊男                   | 入江信吾     | 今掛勇     | 石田誠也                             | 工藤公聖、西川真人、佐野惠理、福山貴人、、森貞薰平                    |                                      |
| 第四十五話 |          | 共犯                     | 吉永亞矢     | 宮地昌幸   | 佐土原武之                           | 相坂直紀、壽惠理子、吉原嘉奈子、二瓶令曉、STUDIO MASSKET              |                                      |
| 第四十六話 |          | 完美的母親               | 谷村大四郎   | 石踴宏     | 菅原靜貴                             | 新保卓郎、相坂直紀、牛若忠                                            |                                      |
| 第四十七話 |          | 蒸汽船                   | 高木登       | 石踴宏     | 藤井隆文                             | 二瓶令曉、壽惠理子、相坂直紀                                          |                                      |
| 第四十八話 |          | 發射                     | 入江信吾     | 宮地昌幸   | 佐土原武之                           | 鈴木信一、吉原嘉奈子、新保卓郎、佐藤美音子                            |                                      |
| 第四十九話 |          | 消失的神威               | 高木登       | 宮地昌幸   | 菅原靜貴                             | 牛若忠、本橋秀之、鈴木信一、壽惠理子                                  |                                      |

| 話數 | 日文標題                               | 中文標題              | 劇本       | 分鏡       | 演出     | 作畫監督           | 原作對應話數 |
| ---- | -------------------------------------- | --------------------- | ---------- | ---------- | -------- | ------------------ | ------------ |
| OVA1 |                                        | 茨戸的保鑣            | 谷村大四郎 | 塚田拓郎   | 塚田拓郎 | 日向正樹           | 55～59       |
| OVA1 |                                        | 奇異！神秘巨鳥        | 谷村大四郎 | 塚田拓郎   | 塚田拓郎 | 日向正樹           | 32           |
| OVA2 |                                        | 我戀愛了 所以決定越獄 | 谷村大四郎 | 塚田拓郎   | 塚田拓郎 | 小園菜穂           |              |
| OVA2 | 恐怖的劇毒生死鬥！北海道深山棲息著巨蛇 |                       | 谷村大四郎 | 塚田拓郎   | 塚田拓郎 | 小園菜穂           |              |
| OVA3 |                                        | 怪物                  | 高木登     | 三條なみみ | 深瀬重   | 渡邊浩二、早坂皐月 |              |
| OVA4 |                                        |                       | 吉永亞矢   | 三條なみみ | 平田豊   | 日向正樹           |              |

### 播放單位
日本深夜動畫：下文記載的日本国内播放時間使用日本標準時間（UTC+9）表示。因為部分時間标识會採用30小时制，因此請留意这类超过24:00的时间，其實際播放時間為翌日清晨。
| 播放地區     | 播放電視台     | 播放日期                                                                                            | 播放時間（UTC+9）                           | 備註                  |
| 日本         | 日本           | 日本                                                                                                | 日本                                        | 日本                  |
| ------------ | -------------- | --------------------------------------------------------------------------------------------------- | ------------------------------------------- | --------------------- |
| 東京都       | TOKYO MX       | 2018年4月9日－6月25日（第一季） 2018年10月8日－12月24日（第二季） 2020年10月5日－12月21日（第三季） | 星期一 23時00分－23時30分                   |                       |
| 近畿廣域圈   | 讀賣電視台     | 2018年4月9日－6月25日（第一季） 2018年10月8日－12月24日（第二季） 2020年10月5日－12月21日（第三季） | 星期一 25時59分－26時29分                   | MANPA第1部            |
| 北海道       | 札幌電視台     | 2018年4月9日－6月25日（第一季） 2018年10月8日－12月24日（第二季） 2020年10月5日－12月21日（第三季） | 星期一 25時44分－26時14分                   |                       |
| 日本全國     | BS11           | 2018年4月9日－6月25日（第一季） 2018年10月8日－12月24日（第二季） 2020年10月5日－12月21日（第三季） | 星期一 25時00分－25時30分                   | BS播出、ANIME+節目    |
| 日本全國     | 時代劇專屬頻道 | 2018年4月13日－6月30日（第一季） 2018年10月13日－12月29日（第二季）                                 | 星期五 25時00分－25時30分                   | CS播出、字幕播放      |
| 日本海外地區 |                | |                                             |                       |
| 香港         | Animax Asia    | 2020年4月8日－5月11日                                                                               | 星期一至五 21時30分－22時00分               | 兩季連播              |
| 臺灣         | Animax Asia    | 2020年4月19日－4月30日（第一季） 2020年5月1日－5月12日（第二季） 2021年4月2日－5月13日（第三季）    | 每天 21時30分－22時00分 UTC+8，整點前集重播 | 國日雙語播出 兩季連播 |

| 台灣 ANIMAX 每天 21:30-22:00 節目 | 台灣 ANIMAX 每天 21:30-22:00 節目                    | 台灣 ANIMAX 每天 21:30-22:00 節目 |
| --------------------------------- | ---------------------------------------------------- | --------------------------------- |
|                                   | 黃金神威（第1、2季） （2020年4月19日－5月12日）      |                                   |
| 獵人(新版)                        | 異世界超能魔術師                                     |                                   |
| ANIMAX 每天 22:30-23:00 節目      |                                                      |                                   |
| JOJO的奇妙冒險 黃金之風           | 黃金神威（第1、2季） （2020年9月24日－9月17日） 重播 | 爆肝工程師的異世界狂想曲          |
| ANIMAX 每天 21:30-22:00 節目      |                                                      |                                   |
| 魔法水果籃（第1季）               | 黃金神威（第1～3季） （2021年3月9日－4月13日）       | 爆肝工程師的異世界狂想曲          |

### BD&DVD
| 卷數   | 發行日期      | 收錄話數       | 規格編號  | 規格編號  |        |
| 卷數   | 發行日期      | 收錄話數       | BD        | DVD       |        |
| 第一季 | 第一季        | 第一季         | 第一季    | 第一季    | 第一季 |
| ------ | ------------- | -------------- | --------- | --------- | ------ |
| 1      | 2018年7月27日 | 第1話－第4話   | GNXA-2121 | GNBA-2131 |        |
| 2      | 2018年8月29日 | 第5話－第8話   | GNXA-2122 | GNBA-2132 |        |
| 3      | 2018年9月28日 | 第9話－第12話  | GNXA-2123 | GNBA-2133 |        |
| 第二季 |               |                |           |           |        |
| 4      | 2019年1月30日 | 第13話－第16話 | GNXA-2124 | GNXA-2134 |        |
| 5      | 2019年2月28日 | 第17話－第20話 | GNXA-2125 | GNXA-2135 |        |
| 6      | 2019年3月27日 | 第21話－第24話 | GNXA-2126 | GNXA-2136 |        |
| 第三季 |               |                |           |           |        |
| 7      | 2021年1月29日 | 第25話－第28話 | GNXA-2127 | GNXA-2137 |        |
| 8      | 2021年2月26日 | 第29話－第32話 | GNXA-2128 | GNXA-2138 |        |
| 9      | 2021年3月26日 | 第33話－第36話 | GNXA-2129 | GNXA-2139 |        |

## 真人影劇

### 電影
真人電影於2024年1月19日上映。由山崎賢人主演。

#### 演員列表（真人電影）
- 杉元佐一：山崎賢人
- 阿席莉帕：山田杏奈[30]
- 尾形百之助：真榮田鄉敦[30]
- 白石由竹：矢本悠馬[30]
- 月島基：工藤阿須加[30]
- 二階堂浩平 / 洋平：柳俊太郎[30]
- 谷垣源次郎：大谷亮平[30]
- 牛山辰馬：勝矢[30]
- 永倉新八：木場勝己[30]
- 呼奇：大方斐紗子[30]
- 後藤竹千代：槙田Sports[30]
- 大叔父：秋辺デボ[30]
- 鶴見篤四郎：玉木宏[30]
- 土方歳三：館廣[30]
- 梅子：高畑充希[31]
- 寅次：泉澤祐希[31]

#### 製作團隊（真人電影）
- 原作：野田智『黃金神威』（集英社 YOUNG JUMP COMICS刊）
- 導演：久保茂昭
- 劇本：黑岩勉
- 配樂：山田豐
- 主題曲：ACIDMAN（日本環球音樂）[32]
- 愛努語監修：中川裕
- 愛努文化監修：秋辺デボ
- 製作幹事：WOWOW、集英社
- 制作公司：CREDEUS
- 發行商：東寶
- 製作：電影「黃金神威」製作委員會

| 上一届： 《劇場版 SPY×FAMILY CODE: White》 | 2024年日本週末票房冠軍 第3週 | 下一届： 《“X” plosion GUNDAM SEED》 |

### 電視劇
官方於2024年3月4日正式發表真人電影版續篇將為電視劇形式，第一彈《北海道刺青囚人爭奪編》沿用電影演員陣容與製作團隊。

#### 北海道刺青囚人爭奪編
連續劇W《黃金神威-北海道刺青囚人爭奪編》於2024年10月6日起在WOWOW獨家播出，電影版演員將繼續演出，主演包括飾杉元佐一的山崎賢人和飾演阿席莉帕的山田杏奈，而新演員包括飾奇羅藍克的池内博之和飾茵卡菈瑪的高橋瑪莉潤等。戲劇的毎集的片尾主題曲會有不同的歌手與歌曲。
片尾主題曲
- 第1話 - ACIDMAN「輝けるもの」
- 第2話 - ［Alexandros］「ユリウス」
- 第3話 - &TEAM「Feel the Pulse」
- 第4話 - GLIM SPANKY「赤い轍」
- 第5話 - 名無し之太郎「毒矢」
- 第6話 - 神不擲骰子「火花」
- 第7話 - STRAIGHTENER「Skeletonize!」
- 第8話 - THE SPELLBOUND「雨ニウタレ命ナガレ」
- 最終話 - ACIDMAN「sonet」

## 反響

### 評價
以精心描繪阿伊努文化使它在平取町阿伊努文化資訊中心越來越受歡迎，阿伊努民族博物館讀工作人員表示「仔細的調閱並研究文獻及資料，刺繡圖案被很詳細描繪出來，實在太壯觀」「對有機會讓全國的年輕一代的人們對阿伊努文化感興趣的貢獻度非常大」等。對於阿伊努美食和狩獵等習俗和文化以現實主義表達的方式，讓北海道阿伊努協會的理事長作出了「精心描繪」的評價。

### 榮譽
以下表格為《黃金神威》漫畫歷年來獲得的主要獎項以及提名紀錄。
| 年度   | 獎項                   | 排名                  | 來源          |
| ------ | ---------------------- | --------------------- | ------------- |
| 2015年 | 漫畫Natalie大獎        | 第二名                | [ 38 ]        |
| 2016年 | 這本漫畫真厲害！       | 第二名                | [ 39 ]        |
| 2016年 | 漫畫大獎               | 大獎（第一名）        | [ 40 ] [ 41 ] |
| 2017年 | 北海道ゆかり書本大獎   | 漫畫部門 大獎         | [ 42 ]        |
| 2018年 | Japan Expo Awards 2018 | 漫畫部門 Daruma編劇獎 | [ 43 ]        |
| 2018年 | 手塚治虫文化賞第22回   | 漫畫大獎              | [ 44 ]        |

此外，於2019年5月23日至8月26日期間，在英國倫敦的大英博物館舉辦「日本漫畫展」（The Citi exhibition Manga）中，本作《黃金神威》也獲選本次展覽作品之一，更在官方網站上換成阿席莉帕的圖繪，被譽為「世界的阿席莉帕」。

## 外部連結
- 《黃金神威》官方網站（日語）
- 週刊YOUNG JUMP官方網站（日語）
- 《黃金神威》官方的X（前Twitter）（日語）
- 電視動畫《黃金神威》官方網站（日語）
- 電視動畫《黃金神威》官方的X（前Twitter）（日語）
- 真人電影《黃金神威》官方網站（日語）
- 真人電影《黃金神威》官方的X（前Twitter）（日語）
- 真人電影《黃金神威》官方的Instagram帳戶（日語）